# Бунин, Иван Алексеевич
Ива́н Алексе́евич Бу́нин (10 (22) октября 1870, Воронеж, Воронежская губерния, Российская империя — 8 ноября 1953, Париж, Четвёртая Французская республика) — русский писатель, поэт и переводчик, лауреат Нобелевской премии по литературе 1933 года.
Будучи представителем обедневшей дворянской семьи, Бунин рано начал самостоятельную жизнь; в юношеские годы работал в газетах, канцеляриях, много странствовал. Первым из опубликованных произведений Бунина стало стихотворение «Над могилой С. Я. Надсона» (1887); первый стихотворный сборник вышел в свет в 1891 году в Орле. В 1903 году получил Пушкинскую премию за книгу «Листопад» и перевод «Песни о Гайавате»; в 1909 году был повторно удостоен этой награды за 3-й и 4-й тома Собрания сочинений. В 1909 году избран почётным академиком по разряду изящной словесности Императорской Санкт-Петербургской академии наук. В 1920 году эмигрировал во Францию. Автор романа «Жизнь Арсеньева», повестей «Суходол», «Деревня», «Митина любовь», рассказов «Господин из Сан-Франциско» (1914—1915), «Лёгкое дыхание», «Антоновские яблоки» (1900), дневниковых записей «Окаянные дни» (1918—1920), «Солнечный удар» (1925), сборника рассказов «Тёмные аллеи» (1937—1945 и 1953) и других произведений.
В 1933 году Иван Бунин — первым из русских писателей — стал лауреатом Нобелевской премии по литературе за «строгое мастерство, с которым он развивает традиции русской классической прозы».
Скончался в 1953 году, похоронен на кладбище Сент-Женевьев-де-Буа.

## Происхождение, семья
Иван Алексеевич Бунин — представитель дворянского рода, который имел герб, включённый в «Общий гербовник дворянских родов Всероссийской империи» (1797). В числе дальних родственников писателя были поэтесса Анна Бунина, литератор Василий Жуковский и другие деятели русской культуры и науки. Прапрадед Ивана Алексеевича — Семён Афанасьевич — занимал должность секретаря Государственной вотчинной коллегии. Прадед — Дмитрий Семёнович — ушёл в отставку в чине титулярного советника. Дед — Николай Дмитриевич — недолгое время служил в Воронежской палате гражданского суда, затем занимался хозяйством в тех сёлах, что достались ему после имущественного раздела.
Отец писателя — помещик Алексей Николаевич Бунин (1827—1906) — не получил хорошего образования: окончив первый класс орловской гимназии, он оставил учёбу, а в шестнадцатилетнем возрасте устроился на службу в канцелярию губернского дворянского собрания. В составе Елецкой дружины ополчения он участвовал в Крымской кампании. Иван Алексеевич вспоминал об отце как о человеке, обладавшем недюжинной физической силой, горячем и великодушном одновременно: «Всё его существо было… пропитано ощущением своего барского происхождения». Несмотря на укоренившуюся с отроческих лет нелюбовь к учёбе, он до старости «читал всё, что попадало под руку, с большой охотой».
Вернувшись домой из похода в 1856 году, Алексей Николаевич женился на Людмиле Александровне Чубаровой (1835 (?) — 1910). В отличие от энергичного, темпераментного мужа (который, по свидетельству писателя, «временами пил ужасно, хотя не имел… ни одной типической черты алкоголика»), она была женщиной кроткой, мягкой, набожной. Людмила Александровна, воспитанная на лирике Пушкина и Жуковского, занималась, в первую очередь, воспитанием детей; не исключено, что её впечатлительность передалась Ивану Алексеевичу. В доме никогда никого не наказывали. Иван Бунин рос, окруженный лаской и любовью. Мать проводила с ним все время и очень его баловала.
В 1857 году в семье появился первенец — сын Юлий, в 1858 году — сын Евгений. Всего Людмила Александровна родила девятерых детей, пятеро из которых скончались в раннем детстве.

## Детство и юность

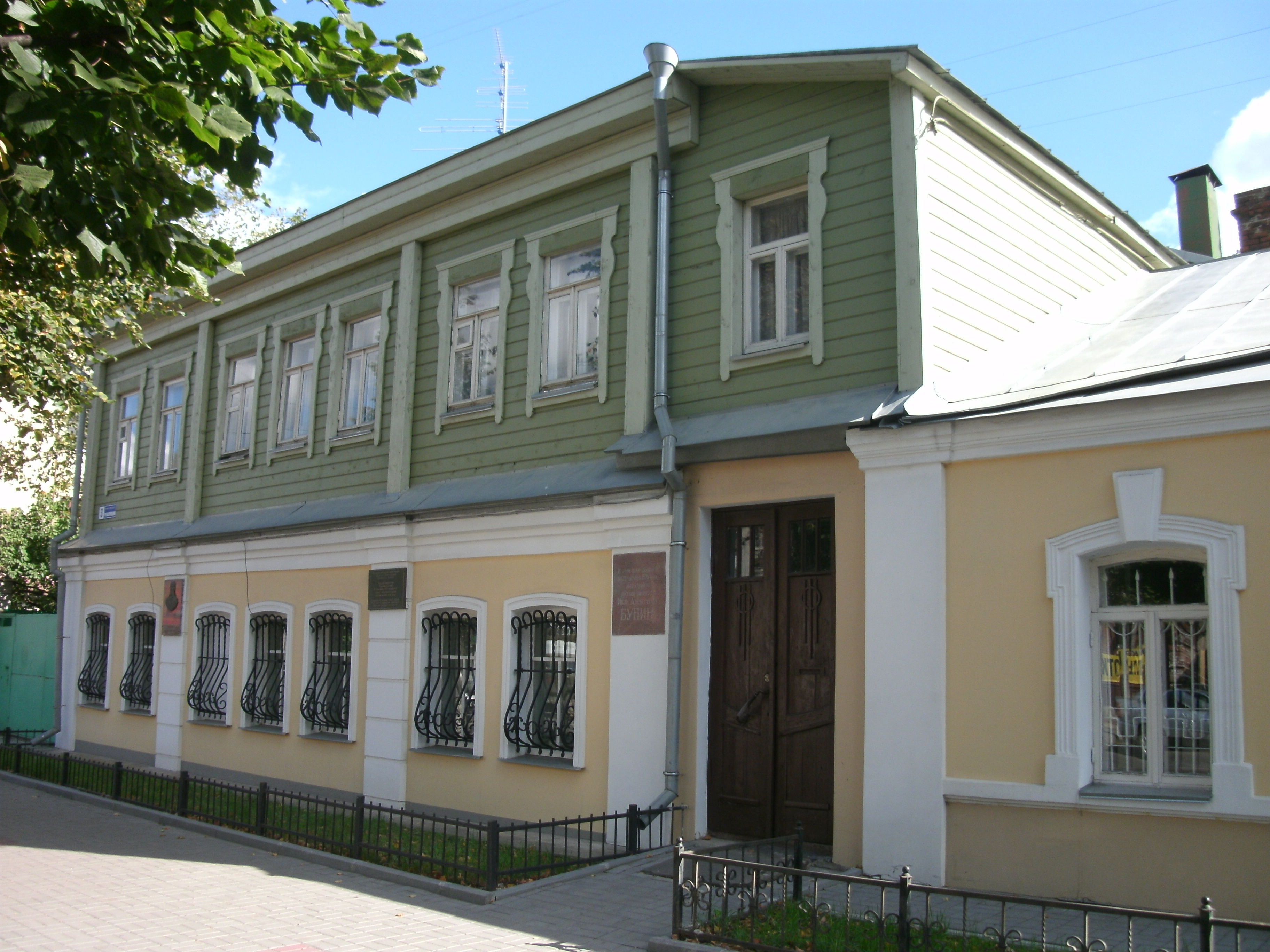
Воронеж. Дом, где родился И. А. Бунин

Иван Алексеевич родился 10 [22] октября 1870 года в Воронеже, в доме № 3 по Большой Дворянской улице, принадлежавшем губернской секретарше Анне Германовской, которая сдавала квартирантам комнаты. В город семья Буниных перебралась из деревни в 1867 году, чтобы дать гимназическое образование старшим сыновьям Юлию и Евгению. По словам писателя, его детские воспоминания были связаны с Пушкиным, стихи которого в доме читали вслух все — и родители, и братья. В четырёхлетнем возрасте Бунин вместе с родителями переехал в родовое поместье на хутор Бутырки Елецкого уезда. Благодаря гувернёру — студенту Московского университета Николаю Осиповичу Ромашкову — мальчик пристрастился к чтению; домашнее образование включало также обучение языкам (среди которых особое внимание уделялось латыни) и рисование. В числе первых книг, прочитанных Буниным самостоятельно, были гомеровская «Одиссея» и сборник английской поэзии.
Летом 1881 года Алексей Николаевич привёз младшего десятилетнего сына в Елецкую мужскую гимназию. В прошении на имя директора отец написал: «Желаю дать образование сыну моему Ивану Бунину во вверенном Вам учебном заведении»; в дополнительном документе он пообещал своевременно вносить плату за «право учения» и оповещать о переменах места жительства мальчика. После сдачи вступительных экзаменов Бунин был зачислен в 1-й класс. Поначалу Иван Алексеевич вместе с товарищем — Егором Захаровым — проживал в доме елецкого мещанина Бякина, бравшего с каждого из квартирантов по 15 рублей в месяц. Позже гимназист переселился к некоему кладбищенскому скульптору, затем ещё дважды менял жильё. В учебном курсе Бунину тяжелее всего давалась математика — в одном из писем старшему брату он упоминал, что экзамен по этому предмету является для него «самым страшным».
Учёба в гимназии завершилась для Ивана Алексеевича зимой 1886 года. Уехав на каникулы к родителям, перебравшимся в своё имение Озёрки, он решил не возвращаться в Елец. В начале весны педсовет исключил Бунина из гимназии за неявку «из рождественского отпуска». С этого времени его домашним учителем стал Юлий, сосланный в Озёрки под надзор полиции. Старший брат, поняв, что математика вызывает у младшего отторжение, сосредоточил основные преподавательские усилия на гуманитарных дисциплинах.
К этому периоду относятся и первые литературные опыты Бунина — он с гимназических лет писал стихи, а в пятнадцатилетнем возрасте сочинил роман «Увлечение», который не приняла ни одна редакция. Зимой 1887 года, узнав, что умер один из его литературных кумиров — поэт Семён Надсон, Иван Алексеевич отправил в журнал «Родина» несколько стихотворений. Одно из них, озаглавленное «Над могилой С. Я. Надсона», было опубликовано в февральском номере. Другое — «Деревенский нищий» — появилось в майском выпуске. Позже писатель вспоминал: «Утро, когда я шёл с этим номером с почты в Озёрки, рвал по лесам росистые ландыши и поминутно перечитывал своё произведение, никогда не забуду».

## «Орловский вестник». Странствия

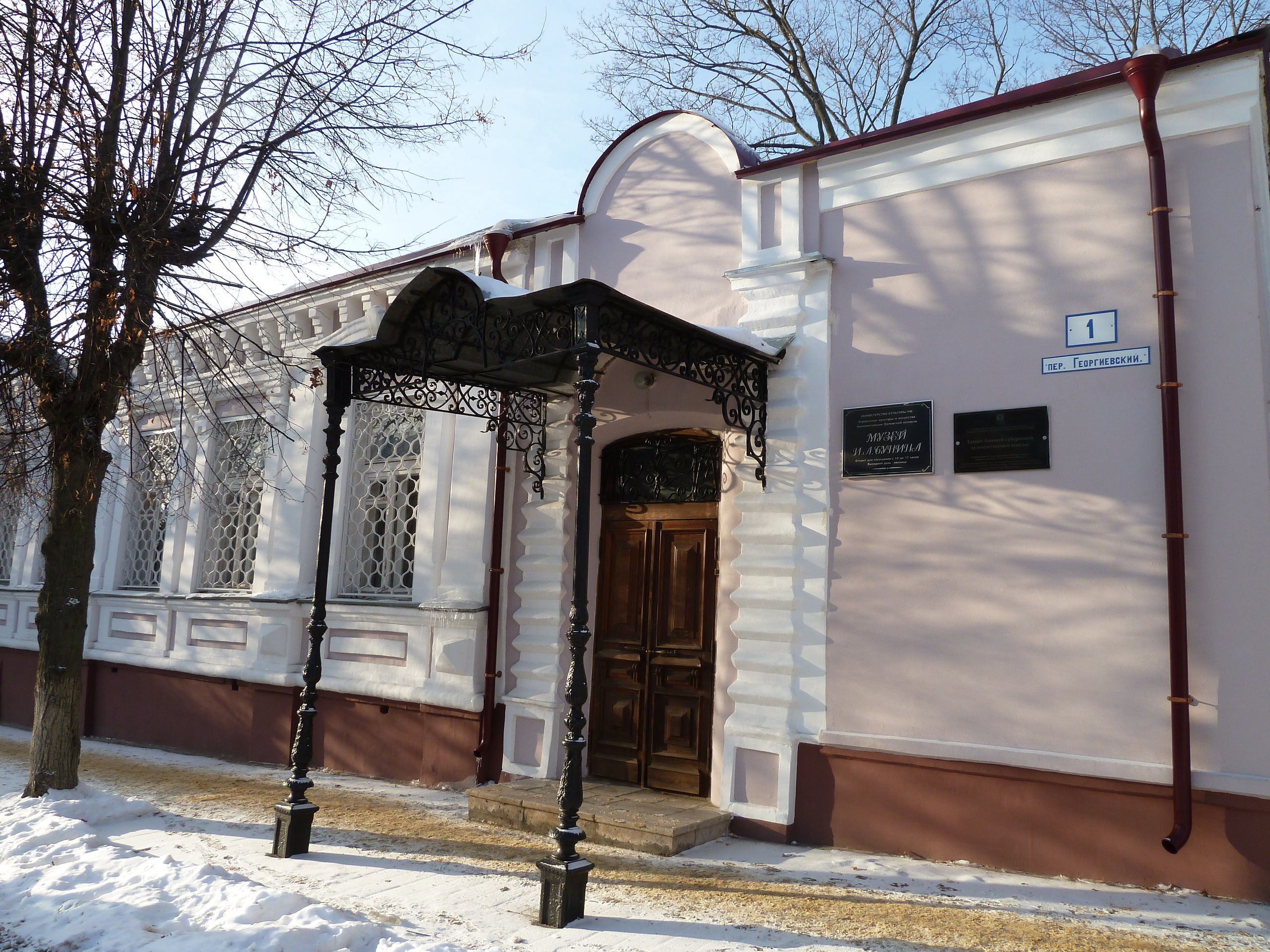
Орёл. Музей И. А. Бунина в Георгиевском переулке

В январе 1889 года издатель «Орловского вестника» Надежда Семёнова предложила Бунину занять в её газете должность помощника редактора. Прежде чем дать согласие или ответить отказом, Иван Алексеевич решил посоветоваться с Юлием, который, покинув Озёрки, переехал в Харьков. Так в жизни писателя начался период странствий. В Харькове Бунин поселился у брата, который помог ему найти несложную работу в земской управе. Получив зарплату, Иван Алексеевич отправился в Крым, побывал в Ялте, Севастополе. В редакцию орловской газеты он вернулся лишь осенью.

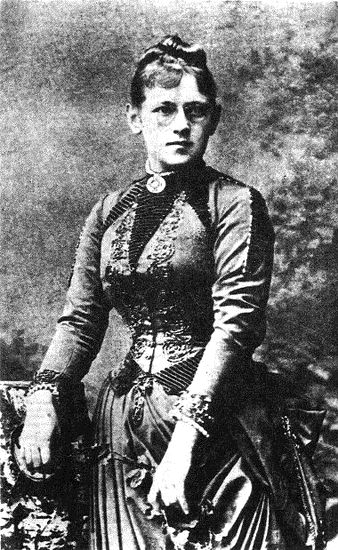
Варвара Пащенко. 1892

В «Орловском вестнике» в ту пору работала корректором Варвара Пащенко (1870—1918), которую исследователи называют первой — «невенчанной» — женой писателя. Она окончила семь классов елецкой женской гимназии, затем поступила на дополнительный курс «для специального изучения русского языка». В письме брату Иван Алексеевич рассказывал, что при первом знакомстве Варвара — «высокая, с очень красивыми чертами, в пенсне» — показалась ему весьма заносчивой и эмансипированной девушкой; позже он характеризовал её как умную, интересную собеседницу.
Отношения между возлюбленными складывались трудно: отец Варвары отказывался видеть Бунина своим будущим зятем, а того, в свою очередь, тяготила житейская неустроенность. Финансовое положение его семьи в ту пору было шатким, родители Ивана Алексеевича, продавшие Бутырки и передавшие Озёрки сыну Евгению, фактически разъехались; по свидетельству младшей сестры Бунина Марии, они иногда «сидели совершенно без хлеба». Иван Алексеевич писал Юлию, что постоянно думает о деньгах: «У меня нет ни копейки, заработать, написать что-нибудь — не могу, не хочу».

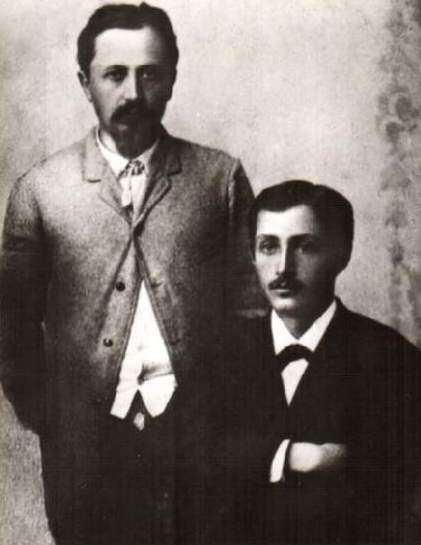
Юлий (1857 г.р.) и Иван (1870 г.р.) Бунины. Полтава, около 1892 года.
Неизвестный полтавский фотограф

В 1892 году Иван Алексеевич переехал в Полтаву, где при содействии Юлия устроился на службу в статистическое отделение губернской управы. Вскоре туда же прибыла и Варвара. Попытка создать семью на новом месте не удалась: Бунин много времени отдавал встречам с представителями народнических кружков, общался с толстовцами, путешествовал. В ноябре 1894 года Пащенко покинула Полтаву, оставив записку: «Уезжаю, Ваня, не поминай меня лихом». Иван Алексеевич настолько тяжело перенёс расставание с возлюбленной, что старшие братья всерьёз опасались за его жизнь. Вернувшись вместе с ними в Елец, Бунин пришёл в дом Варвары, однако вышедший на крыльцо родственник девушки сообщил, что её адрес никому не известен. Пащенко, ставшая женой писателя и актёра Арсения Бибикова, умерла в 1918 году от туберкулёза. По мнению исследователей, отношения с нею запечатлены в художественных автобиографиях Бунина — в частности, в романе «Жизнь Арсеньева».

## Вхождение в литературную среду. Первый брак

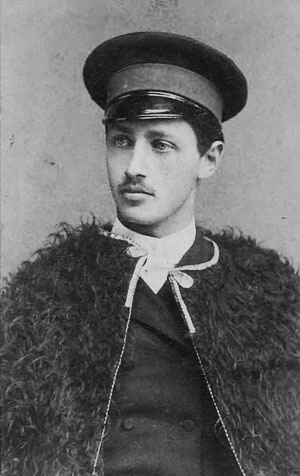
Бунин в 1891 году

Люди, знавшие молодого Бунина, характеризовали его как человека, в котором было много «силы жизни, жажды жизни». Возможно, именно эти качества помогли начинающему поэту, автору единственного в ту пору стихотворного сборника (выпущенного в Орле в 1891 году тиражом 1250 экземпляров и бесплатно рассылавшегося подписчикам «Орловского вестника») довольно быстро войти в литературные круги России конца XIX века. В январе 1895 года Иван Алексеевич, оставив службу в Полтаве, впервые приехал в Санкт-Петербург. За неполные две недели, проведённые в столице, он познакомился с критиком Николаем Михайловским, публицистом Сергеем Кривенко, поэтом Константином Бальмонтом, посетил редакцию журнала «Новое слово», встретил в книжном магазине писателя Дмитрия Григоровича (семидесятидвухлетний автор «Антона-Горемыки» поразил его живостью взгляда и енотовой шубой до пят), побывал дома у Алексея Жемчужникова и получил от него приглашение на обед.
Серия встреч была продолжена в Москве и других городах. Придя к Толстому в его дом в Хамовниках, молодой литератор поговорил с писателем о только что вышедшем рассказе Льва Николаевича «Хозяин и работник». Позже состоялось его знакомство с Чеховым, который удивил Бунина приветливостью и простотой: «я, — тогда ещё юноша, не привыкший к такому тону при первых встречах, — принял эту простоту за холодность». Первый разговор с Валерием Брюсовым запомнился революционными сентенциями об искусстве, громко провозглашаемыми поэтом-символистом: «Да здравствует только новое и долой все старое!». Довольно быстро Бунин сблизился с Александром Куприным — они были ровесниками, вместе начинали вхождение в литературное сообщество и, по словам Ивана Алексеевича, «без конца скитались и сидели на обрывах над бледным летаргическим морем».

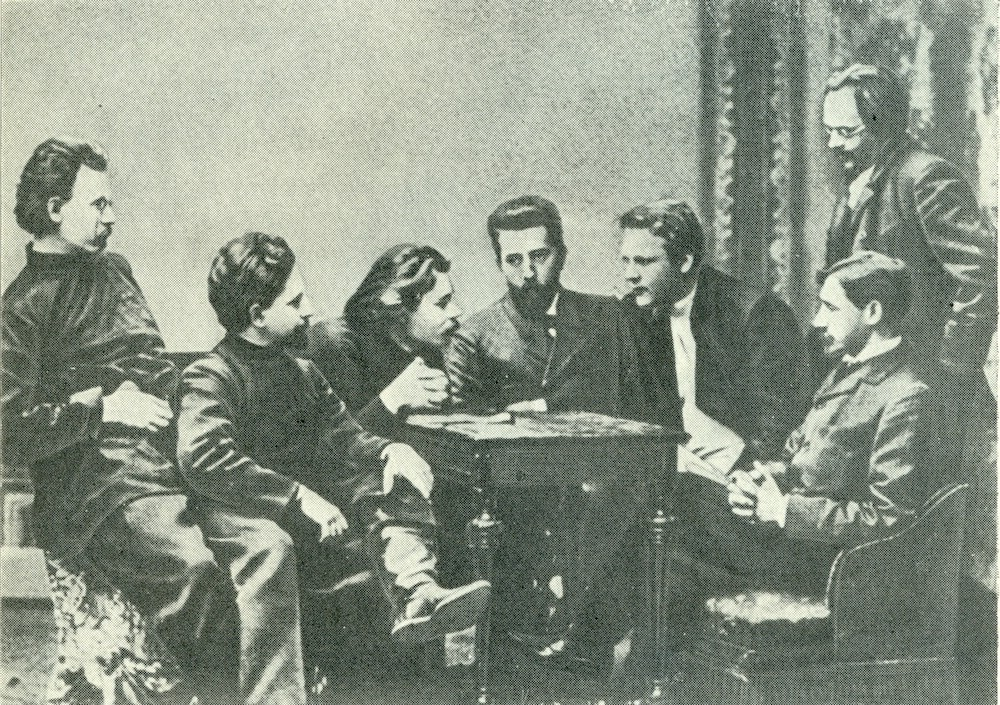
Участники литературного кружка «Среда». Слева направо: С. Г. Скиталец, Л. Н. Андреев, М. Горький, Н. Д. Телешов, Ф. И. Шаляпин, И. А. Бунин (сидит справа), Е. Н. Чириков. 1902

В те годы Бунин стал участником литературного кружка «Среда», члены которого, собираясь в доме Николая Телешова, читали и обсуждали произведения друг друга. Атмосфера на их собраниях была неформальной, и каждый из кружковцев имел прозвища, связанные с названиями московских улиц, — к примеру, Максим Горький, любивший рассказывать о жизни босяков, был наречён Хитровкой; Леонид Андреев за приверженность к теме смерти именовался Ваганьковым; Бунину за худобу и ироничность «досталась» Живодёрка. Писатель Борис Зайцев, вспоминая о бунинских выступлениях в кружке, писал об обаянии Ивана Алексеевича и той лёгкости, с которой тот перемещался по свету. Николай Телешов называл Бунина непоседой — он не умел долго задерживаться на одном месте, и письма от Ивана Алексеевича приходили то из Орла, то из Одессы, то из Ялты. Бунин знал, что имеет репутацию человека общительного, жадно тянущегося к новым впечатлениям, органично вписывающегося в своё богемно-артистичное время. Сам же он считал, что за его стремлением постоянно находиться среди людей стояло внутреннее одиночество:

Это начало моей новой жизни было самой темной душевной порой, внутренно самым мертвым временем всей моей молодости, хотя внешне я жил тогда очень разнообразно, общительно, на людях, чтобы не оставаться наедине с самим собой. 
В 1898 году Бунин познакомился с редактором издания «Южное обозрение» (Одесса) Николаем Цакни. Его дочь — девятнадцатилетняя Анна — стала первой официальной женой Ивана Алексеевича. В письме к Юлию, рассказывая о предстоящем браке, Бунин сообщал, что его избранница — «красавица, но девушка изумительно чистая и простая». В сентябре того же года состоялась свадьба, после которой молодожёны отправились в путешествие на пароходе. Несмотря на вхождение в семью состоятельных греков, материальное положение писателя оставалось тяжёлым — так, летом 1899 года он обращался к старшему брату с просьбой выслать «немедленно хоть десять рублей», отмечая при этом: «просить у Цакни не стану, хоть умру». После двух лет совместной жизни супруги расстались; их единственный сын Николай скончался от скарлатины в 1905 году. Впоследствии, уже живя во Франции, Иван Алексеевич признавался, что «особенной любви» к Анне Николаевне у него не было, хотя та была дамой весьма приятной: «Но вот эта приятность состояла из этого Ланжерона, больших волн на берегу и ещё того, что каждый день к обеду была превосходная форель с белым вином, после чего мы часто ездили с ней в оперу».

## Первое признание. Пушкинская премия (1903)

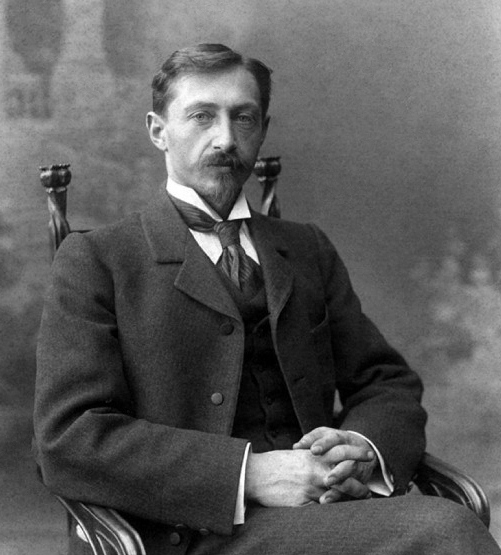
Портрет писателя И. А. Бунина. Нижний Новгород. 1901 год

Бунин не скрывал досады из-за слабого внимания критиков к его ранним произведениям; во многих его письмах присутствовала фраза «Хвалите, пожалуйста, хвалите!». Не имея литературных агентов, способных организовывать рецензии в прессе, он отправлял свои книги друзьям и знакомым, сопровождая рассылку просьбами написать отзывы. Дебютный сборник стихов Бунина, изданный в Орле, почти не вызвал интереса в литературной среде — причину обозначил один из авторов журнала «Наблюдатель» (1892, № 3), отметивший, что «стих г. Бунина гладок и правилен, но ведь кто же нынче пишет негладкими стихами?». В 1897 году в Санкт-Петербурге вышла вторая книга писателя — «На край света и другие рассказы». На неё откликнулось уже не менее двадцати рецензентов, однако общая интонация была «благодушно-снисходительной». Кроме того, два десятка отзывов выглядели, по словам Корнея Чуковского, «микроскопически малым количеством» на фоне того резонанса, которое вызывал выход любого из произведений Максима Горького, Леонида Андреева и других «любимцев публики» рубежа веков.

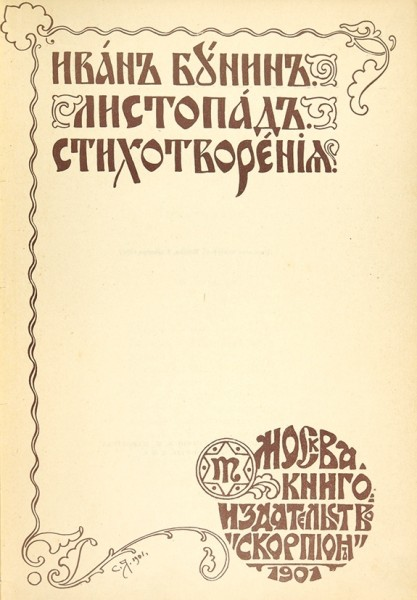
Обложка сборника «Листопад» (1901)

Определённое признание пришло к Бунину после выхода поэтического сборника «Листопад», выпущенного символистским издательством «Скорпион» в 1901 году и ставшего, по замечанию Владислава Ходасевича, «первой книгой, которой он обязан началом своей известности». Несколько ранее — в 1896 году — появился бунинский перевод «Песни о Гайавате» Генри Лонгфелло, весьма одобрительно встреченный литературным сообществом. Весной 1901 года Иван Алексеевич попросил Чехова представить «Листопад» и «Песнь о Гайавате» на соискание Пушкинской премии. Чехов выполнил эту просьбу, предварительно проконсультировавшись с юристом Анатолием Кони: «Будьте добры, научите меня, как это сделать, по какому адресу посылать. Сам я когда-то получил премию, но книжек своих не посылал».
В феврале 1903 года стало известно, что комиссия по присуждению премии назначила графа Арсения Голенищева-Кутузова рецензентом произведений Бунина. Практически сразу вслед за этой новостью писатель Платон Краснов опубликовал «Литературную характеристику Ив. Бунина» («Литературные вечера „Нового мира“», 1903, № 2), в которой отметил, что стихи кандидата на премию отличаются «крайним однообразием», а его поэма «Листопад» представляет собой «лишь ряд картин леса осенью». Сравнив стихи Ивана Алексеевича с сочинениями Тютчева и Фета, Краснов констатировал, что, в отличие от них, молодой поэт не умеет «увлечь читателя такой темой, как описания природы». Голенищев-Кутузов дал иную оценку творчества Бунина — в рецензии, направленной в комиссию, он указал, что Ивану Алексеевичу свойствен «прекрасный, образный, ни у кого не заимствованный, свой язык».

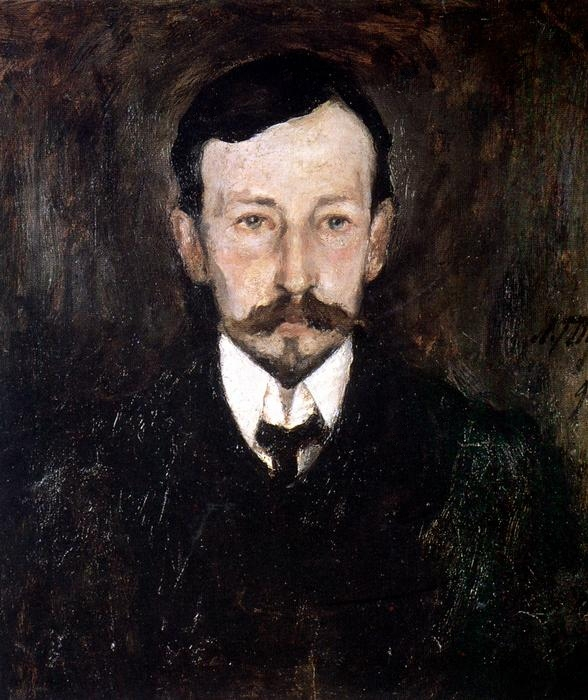
Портрет Ивана Бунина кисти Леонарда Туржанского, 1905

18 октября 1903 года состоялось голосование комиссии по присуждению Пушкинской премии (председателем был историк литературы Александр Веселовский). Бунин получил восемь избирательных голосов и три — неизбирательных. В итоге он был удостоен половинной премии (500 рублей), вторая часть досталась переводчику Петру Вейнбергу. Пушкинская премия укрепила репутацию Бунина как литератора, однако мало способствовала коммерческому успеху его произведений. По свидетельству Корнея Чуковского, в московской гостинице «Метрополь», где размещалось издательство «Скорпион», несколько лет лежали нераспечатанные пачки сборника «Листопад»: «Покупателей на него не нашлось. Всякий раз, приходя в издательство, я видел эти запылённые пачки, служащие посетителям мебелью». В результате «Скорпион» дал объявление о снижении цены: «Иван Бунин. „Листопад“ вместо рубля 60 копеек».

## Второй брак
В октябре 1906 года, Бунин, живший той осенью весьма хаотично, «перекочёвывавший из гостей в рестораны», в очередной раз прибыл в Москву и остановился в меблированных номерах Гунста. В числе мероприятий с его участием был запланирован литературный вечер в квартире писателя Бориса Зайцева. На вечере, состоявшемся 4 ноября, присутствовала двадцатипятилетняя Вера Муромцева, дружившая с хозяйкой дома. После чтения стихов произошло знакомство Ивана Алексеевича с будущей женой.

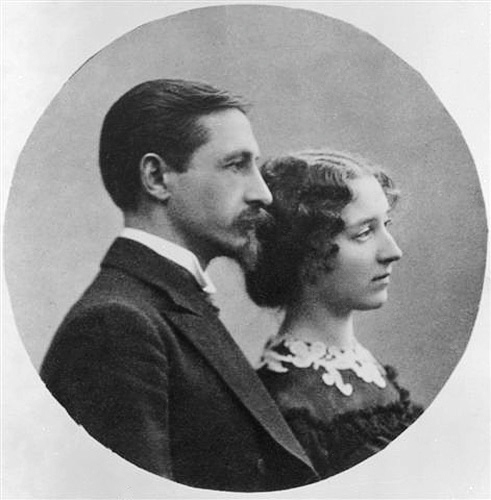
И. А. Бунин и В. Н. Муромцева

Вера Муромцева (1881—1961) была дочерью члена Московской городской управы Николая Муромцева и племянницей председателя Первой Государственной думы Сергея Муромцева. Её отец отличался весьма спокойным нравом, тогда как мать, по словам Бориса Зайцева, напоминала героиню Достоевского — «нечто вроде генеральши Епанчиной». Вера Николаевна — выпускница Высших женских курсов — занималась химией, знала несколько европейских языков и на момент знакомства с Буниным была далека от литературно-богемной среды. Современники описывали её как «очень красивую девушку с огромными, светло-прозрачными, как бы хрустальными глазами».
Поскольку Анна Цакни не давала Бунину развода, писатель не мог официально оформить свои отношения с Муромцевой (они обвенчались уже после отъезда из России, в 1922 году; шафером был Александр Куприн). Началом их совместной жизни стало заграничное путешествие: в апреле-мае 1907 года Бунин и Вера Николаевна совершили поездку по странам Востока. Деньги на вояж им дал Николай Дмитриевич Телешов.

В те благословенные дни, когда на полудне стояло солнце моей жизни, когда, в цвете сил и надежд, рука об руку с той, кому Бог судил быть моей спутницей до гроба, совершал я своё первое дальнее странствие, брачное путешествие, бывшее вместе с тем и паломничеством во святую землю.— И. А. Бунин

## Пушкинская премия (1909)
Неудачный опыт сотрудничества со «Скорпионом» заставил Бунина отказаться от дальнейшей работы с символистским издательством; как писал сам Иван Алексеевич, в определённый момент он утратил желание играть с «новыми сотоварищами в аргонавтов, в демонов, в магов». В 1902 году у него появился другой издатель — петербургское товарищество «Знание». В течение восьми лет оно занималось выпуском собрания сочинений писателя. Наибольший резонанс вызвал выход 3-го тома, содержавшего новые стихотворения Бунина (1906, тираж 5205 экземпляров, цена 1 рубль).
Осенью 1906 года (или зимой следующего) 3-й том вместе с переводом байроновского «Каина» был отправлен Буниным в Академию наук для выдвижения на очередную Пушкинскую премию. Спустя два года жена Куприна — Мария Карловна — сообщила Ивану Алексеевичу, что члены комиссии не получили его книг, а потому вероятным претендентом на награду считается Валерий Брюсов. Накладка, возможно, произошла из-за того, что рецензентом произведений Бунина был назначен Пётр Вейнберг, скончавшийся летом 1908 года; книги, взятые им для изучения, оказались потерянными. Бунин быстро отреагировал на информацию, полученную от Куприной: он повторно послал в Академию наук 3-й и 4-й тома своих сочинений, а также письмо с необходимыми пояснениями.
В феврале 1909 года великий князь Константин Константинович, ставший новым рецензентом произведений Бунина, подготовил отзыв о его сочинениях. В отчёте отмечалось, что кандидат на премию — не начинающий автор, а стихотворец, «победивший чёрный труд изложения поэтической мысли столь же поэтической речью». В то же время, по замечанию рецензента, реалистическое описание внутренних переживаний его лирического героя порой граничит едва ли не с цинизмом — речь, в частности, шла о стихотворении «Одиночество». Обстоятельный анализ, в котором перечислялись и другие «шероховатости» (туманность мысли, неудачные сравнения, неточности, обнаруженные при сопоставлении переведённого «Каина» с подлинником), завершался вердиктом: произведения Бунина, представленные в комиссию, не заслуживают премии, однако вполне достойны «почётного отзыва».

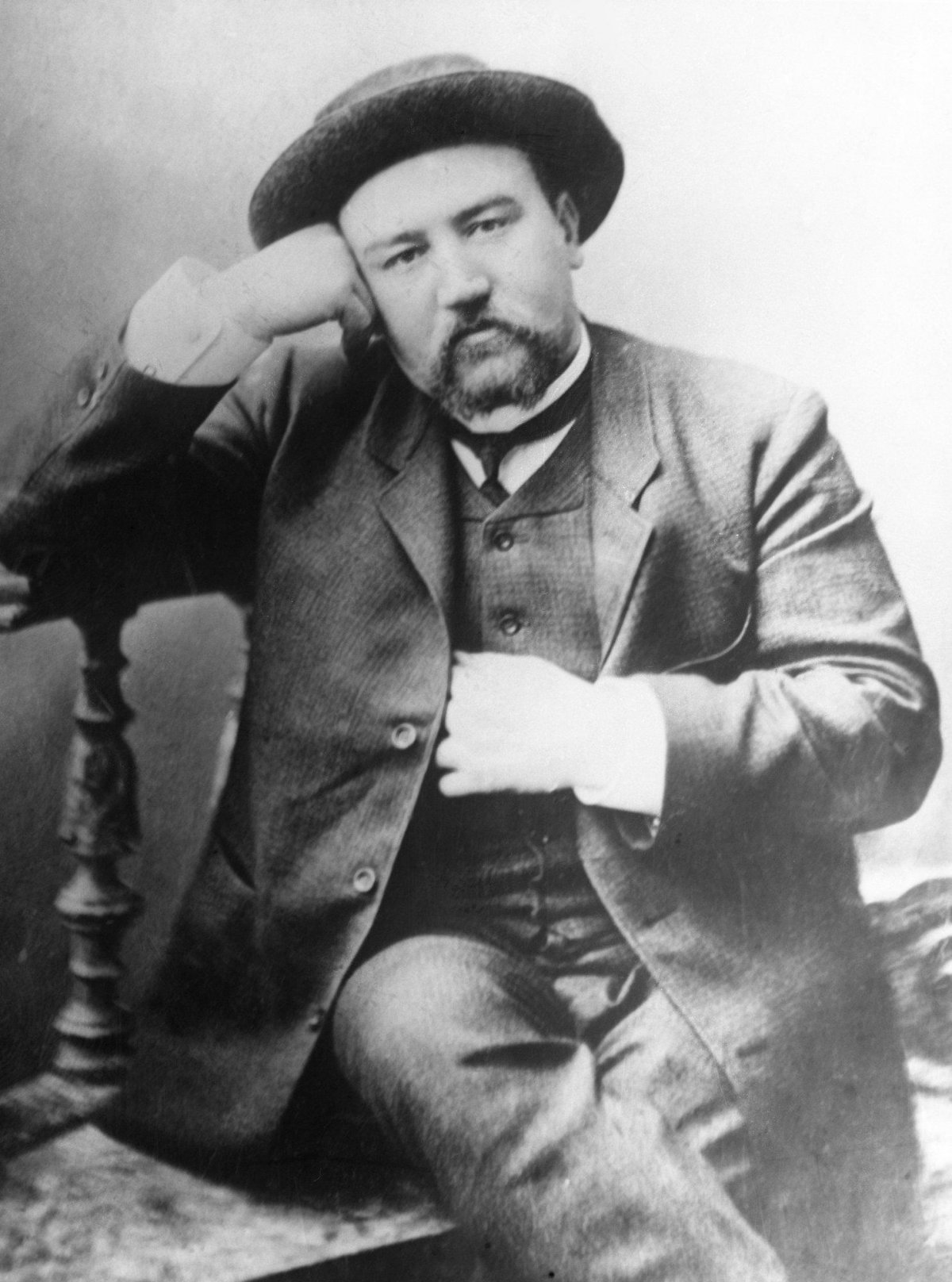
А. И. Куприн

Эта рецензия не повлияла на результаты голосования, и уже в начале мая Александр Куприн, получивший сведения о предварительных итогах конкурса, сообщил Бунину, что им обоим присуждена половинная Пушкинская премия; в письме шутливо отмечалось: «Я на тебя не сержусь за то, что ты свистнул у меня полтысячи». Бунин в ответ заверил товарища, что доволен сложившейся ситуацией: «радуюсь… тому, что судьба связала моё имя с твоим». Отношения Куприна и Бунина были дружескими, но в них тем не менее всегда присутствовал элемент лёгкого соперничества. По характеру они были разными: Александр Иванович навсегда сохранил в себе качества «большого ребёнка», тогда как Иван Алексеевич, рано ставший самостоятельным, с юношеских лет отличался зрелостью суждений. По воспоминаниям Марии Карловны Куприной, однажды во время обеда в их доме Бунин, гордившийся своей родословной, назвал её мужа «дворянином по матушке». В ответ Куприн сочинил пародию на рассказ Ивана Алексеевича «Антоновские яблоки», озаглавив её «Пироги с груздями»: «Сижу я у окна, задумчиво жую мочалку, и в глазах моих светится красивая печаль…».
В октябре было официально объявлено, что Пушкинская премия за 1909 год поделена между Буниным и Куприным; каждый из них получил по 500 рублей. Менее чем через две недели из Академии наук поступило новое известие — об избрании Бунина почётным академиком по разряду изящной словесности. Соответствующее представление было сделано ещё весной писателем Константином Арсеньевым, который в характеристике, направленной в Академию, указал, что произведения Бунина отличаются «простотой, задушевностью, художественностью формы». Во время выборов в почётные академики за Ивана Алексеевича было отдано восемь голосов из девяти.

## «Окаянные дни»

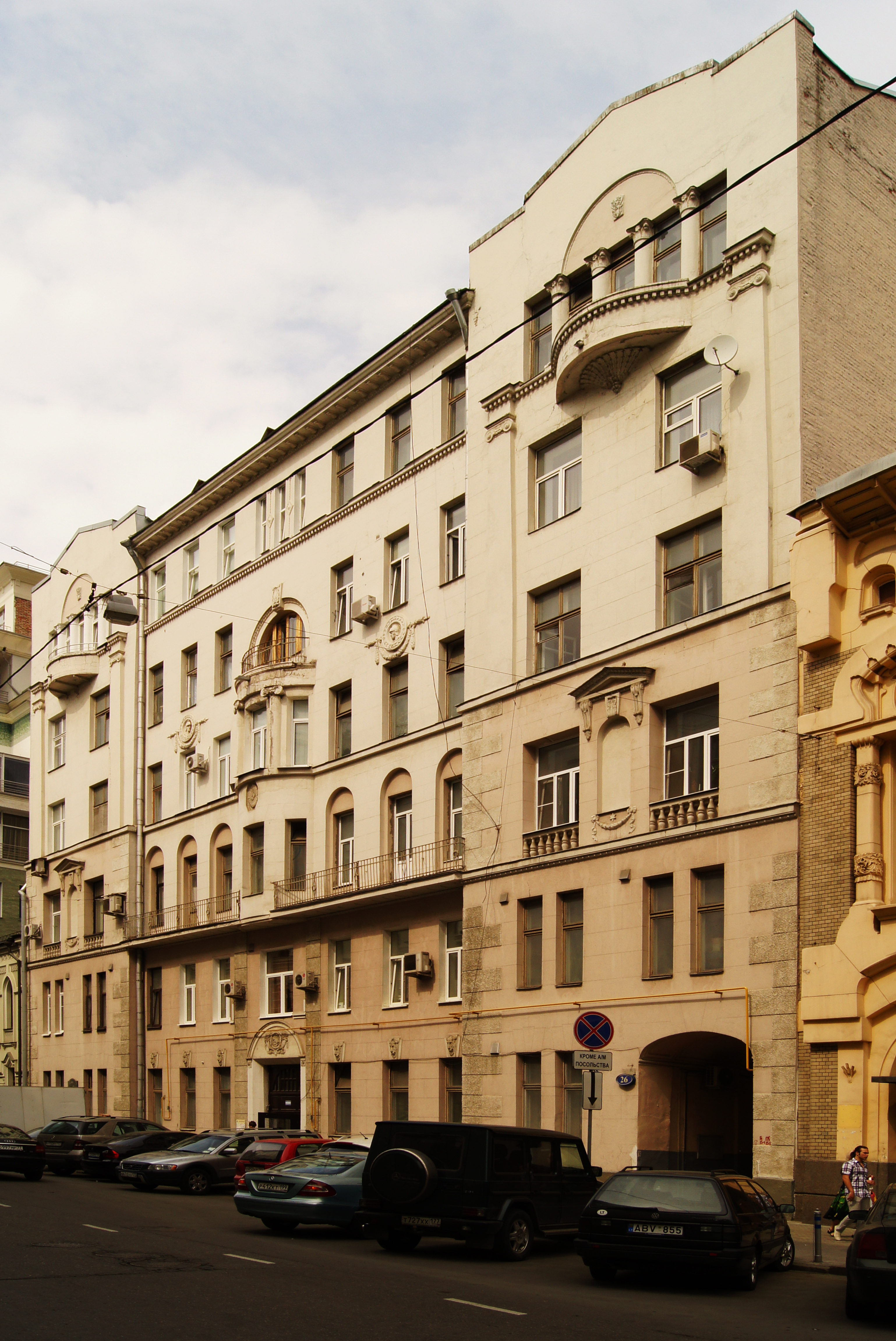
Москва, Поварская улица, 26

В 1910-х годах Бунин и Муромцева много путешествовали — они побывали в Египте, Италии, Турции, Румынии, посетили Цейлон и Палестину. Некоторые произведения Ивана Алексеевича (например, рассказ «Братья») были написаны под влиянием путевых впечатлений. В этот период вышли получившие много откликов рассказы «Господин из Сан-Франциско» (1915), «Грамматика любви» (1915), «Лёгкое дыхание» (1916), «Сны Чанга» (1916), а также сборник «Чаша жизни». Несмотря на творческие успехи, настроение писателя было пасмурным, о чём свидетельствовали его дневниковые записи, сделанные в 1916 году: «Душевная и умственная тупость, слабость, литературное бесплодие всё продолжается». По признанию Бунина, его усталость во многом была связана с Первой мировой войной, принёсшей «великое душевное разочарование». Осенью 1914 года после сообщений об обстреле Реймсского собора со стороны Германской империи Бунин составил обращение «По поводу войны. От писателей, художников и артистов» с осуждением «германцев», называвшихся единственными виновниками войны, уничтожавших ценности «ради несбыточной надежды владычествовать в мире насилием»; жестокости «германцев» противопоставлялись «мир и освобождение» со стороны Антанты, руководимой «лишь священными чувствами». Помимо самого Бунина, среди подписавших были Фёдор Шаляпин, Константин Станиславский, Евгений Вахтангов, Иван Шмелёв, Пётр Струве, Мария Ермолова, Александр Серафимович и уже через несколько дней жалевший об этом Максим Горький.
Февральская революция наравне с мировой войной воспринималась Буниным как предзнаменование крушения России; деятельность Временного правительства тоже вызывала неприятие. В апреле из-за разницы взглядов на революционные процессы произошёл полный разрыв его отношений с Горьким.
Октябрьские события писатель встретил в Москве — вместе с Верой Николаевной он жил в доме № 26 на Поварской улице с осени 1917-го вплоть до следующей весны. Дневник, который Иван Алексеевич вёл в 1918—1920-х годах, стал основой для его книги «Окаянные дни», названной исследователями значимым документом переломного времени. Категорически отказавшись принимать советскую власть, Бунин в своих записях фактически полемизировал с написанной в 1918 году блоковской поэмой «Двенадцать». По словам литературоведа Игоря Сухих, в те дни «Блок услышал музыку революции, Бунин — какофонию бунта».
5 июня 1918 года Иван Алексеевич и Вера Николаевна покинули Москву; на Савёловском вокзале их провожал Юлий Алексеевич Бунин. До Одессы — города, хорошо знакомого писателю, — чета добиралась сложными путями: по воспоминаниям Муромцевой, вместе с другими беженцами они ехали в переполненном санитарном вагоне до Минска, затем на несколько дней задержались в Киеве; однажды, отыскивая место для ночлега, попали в сомнительный притон. В Одессу Иван Алексеевич и Вера Николаевна прибыли 16 или 17 июня. Сначала жили на даче за Большим Фонтаном, в октябре переместились на Княжескую улицу в особняк художника Евгения Буковецкого, предложившего им две комнаты. В письме, отправленном критику Абраму Дерману осенью 1918 года, Бунин сообщил, что испытывает «непрестанную боль, ужас и ярость при чтении каждой газеты».
В Одессе Бунин прожил почти полтора года — писал статьи для местных изданий, возглавлял литературный отдел газеты «Южное слово», участвовал в деятельности основанного генералом Антоном Деникиным агентства ОСВАГ. В частных разговорах он периодически упоминал о желании вступить в Добровольческую армию. В интервью, данном газете «Одесский листок» (1918, № 120), писатель весьма резко отзывался о «страшных контрастах» эпохи — совпадении столетнего юбилея Тургенева с годовщиной революции. Прозаик Иван Соколов-Микитов, общавшийся с Буниным в ту пору, рассказывал, что в Одессе Иван Алексеевич находился в крайне угнетённом состоянии.
24 января 1920 года Бунин и Муромцева поднялись на борт небольшого французского парохода «Спарта». Простояв два (по некоторым данным — три) дня на внешнем рейде, судно взяло курс на Константинополь. Как писала в дневнике Вера Николаевна, людей на пароходе было так много, что для ночлега использовались все палубы, проходы и столы; им с Буниным удалось занять одно тесное спальное место на двоих. На шестой день «Спарта» сбилась с пути, на седьмой вошла в Босфор, на девятый добралась до Тузлы. Затем были короткие остановки в Болгарии и Сербии. В конце марта 1920 года писатель и его спутница прибыли в Париж.

Вдруг я совсем очнулся, вдруг меня озарило: да — так вот оно что — я в Чёрном море, я на чужом пароходе, я зачем-то плыву в Константинополь, России — конец, да и всему, всей моей прежней жизни тоже конец, даже если и случится чудо и мы не погибнем в этой злой и ледяной пучине!— И. А. Бунин

## В Париже и Грасе
В первые годы жизни во Франции Бунин мало занимался литературной деятельностью. По предположению поэта Глеба Струве, временное «творческое оскудение» писателя было связано с его острой реакцией на политическую ситуацию в России. Всё же в 1921 году был написан широко известный рассказ «Косцы», ставший отражением любви и душевной боли писателя, вынужденого навсегда покинуть родину. Тем временем книги Ивана Алексеевича продолжали выходить — в начале 1920-х годов в Париже, Берлине и Праге были изданы сборники его рассказов, написанных ещё в дореволюционную пору. Определённый перелом произошёл в 1924 году. 16 февраля в Париже состоялось мероприятие под названием «Миссия русской эмиграции», в котором участвовали прозаики Иван Шмелёв, Дмитрий Мережковский, историк церкви Антон Карташёв и другие. Бунин выступил с докладом, в котором указал, что задача русской эмиграции заключается в неприятии «ленинских заповедей». Отвечая на упрёки тех, кто считал, что люди, не признавшие революцию, «хотят, чтобы реки текли вспять», писатель заметил: «Нет, не так, мы хотим не обратного, а только иного течения… Россия! Кто смеет учить меня любви к ней?».

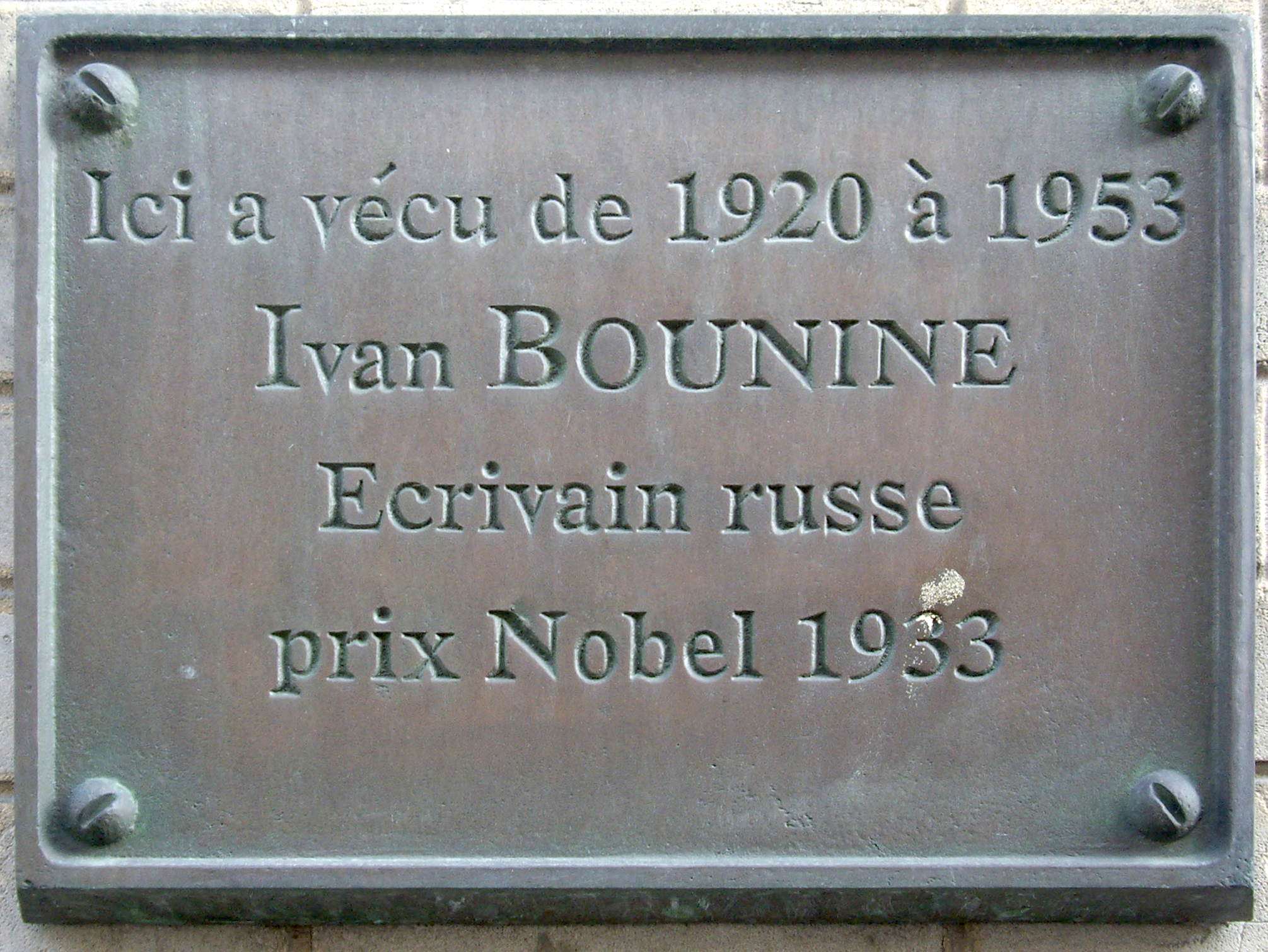
Памятная табличка на доме № 1 по улице Жака Оффенбаха

В том же 1924 году в Берлине вышел бунинский сборник «Роза Иерихона», в который, наряду с дореволюционными произведениями, были включены стихи и рассказы, написанные во Франции. Через год журнал «Современные записки» (1925, № 23-24) опубликовал новую повесть Бунина «Митина любовь», вызвавшую большое количество рецензий в эмигрантских изданиях. Затем были написаны рассказы «Солнечный удар», «Дело корнета Елагина», «Ида». В 1927 году писатель приступил к работе над романом «Жизнь Арсеньева», в котором начал воспроизводить впечатления, сохранившиеся в памяти с детско-отроческого времени. Литературоведы отмечали, что из произведений, созданных в эмигрантский период, напрочь ушёл присущий Бунину прежде социальный посыл, — писатель полностью погрузился в тот «дореволюционный мир, который невозможно было сверить с оригиналом».

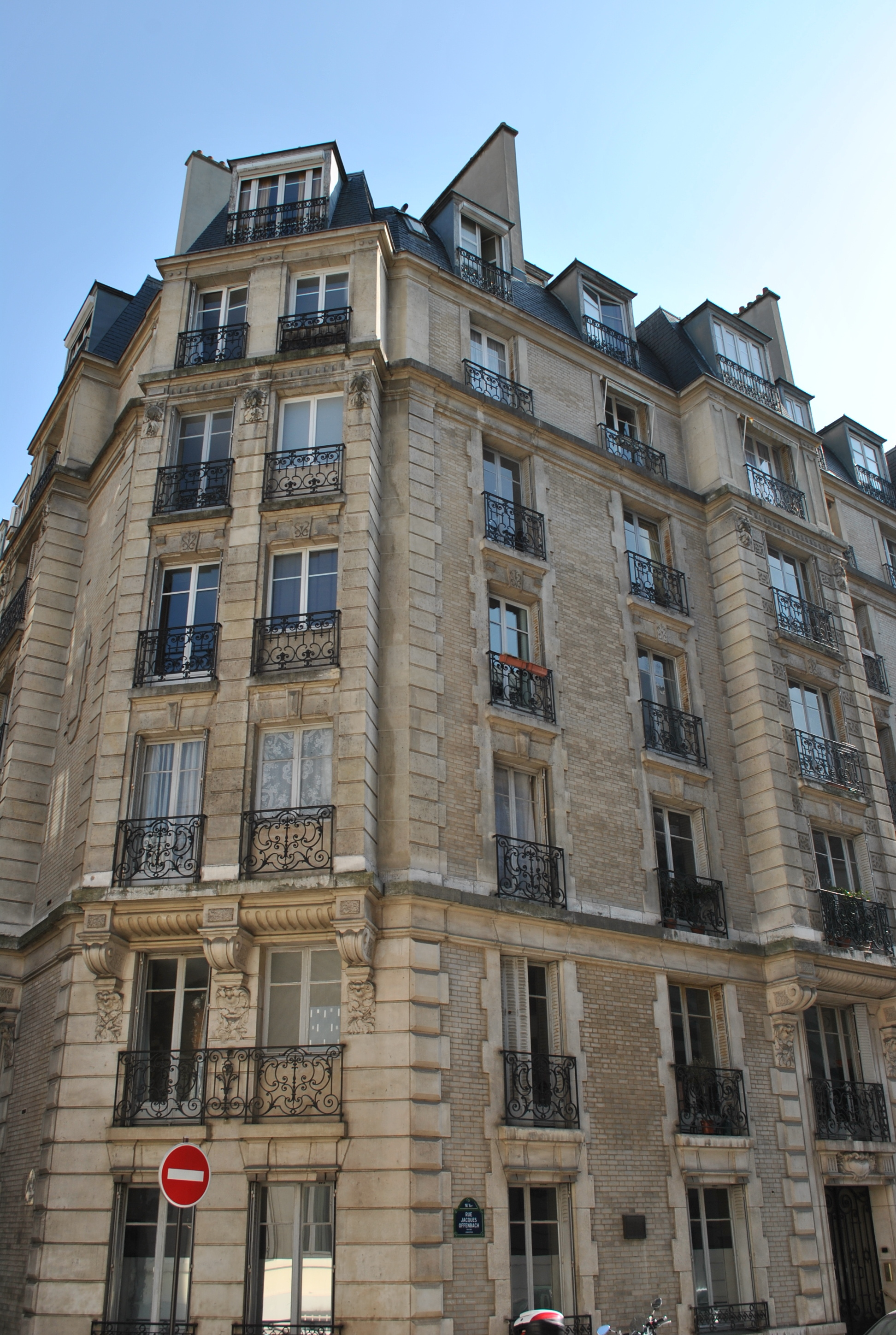
Париж. Дом, в котором жили Бунины

В зимние месяцы Бунины, как правило, жили в парижской квартире, расположенной по адресу: улица Жака Оффенбаха, 1. В тёплый сезон семья обычно переезжала в Приморские Альпы, на снимаемую там виллу «Бельведер» в Грасе. В середине 1920-х годов в жизни писателя появилась Галина Кузнецова, которую исследователи называли его ученицей и «грасской Лаурой». Кузнецова — жена офицера Д. М. Петрова — вместе с мужем покинула Россию в 1920 году. Весной 1927 года она рассталась с Петровым и поселилась в грасском доме Бунина. В написанной ею книге «Грасский дневник» воспроизводится почти идиллическая атмосфера, царившая на вилле: «По утрам срезаю розы… Наполняю кувшины в доме цветами». Эти записи контрастируют с дневниковыми признаниями Муромцевой: «Сегодня я совсем одна. Может быть, это лучше — свободнее. Но тоска ужасная». Кузнецова жила в Грасе с перерывами вплоть до 1942 года; в 1949-м она переехала в США.
В 1929 году к обитателям грасской виллы примкнул писатель Леонид Зуров, ставший впоследствии наследником бунинского архива. Его знакомство с Иваном Алексеевичем произошло по переписке. Заочное общение завершилось приглашением во Францию; Бунин лично обещал похлопотать насчёт визы и найти деньги на переезд. По свидетельству Кузнецовой, молодой человек появился в доме с чемоданами, в которых находились чёрный хлеб, чтимые Буниным антоновские яблоки, липовый мёд. «Когда И. А. первый раз вышел к нему, он встал, вытянулся перед ним, как на смотру». Работа Зурова в качестве секретаря Ивана Алексеевича длилась несколько лет, но его отношения с Буниными сохранялись в течение десятилетий.

## Нобелевская премия

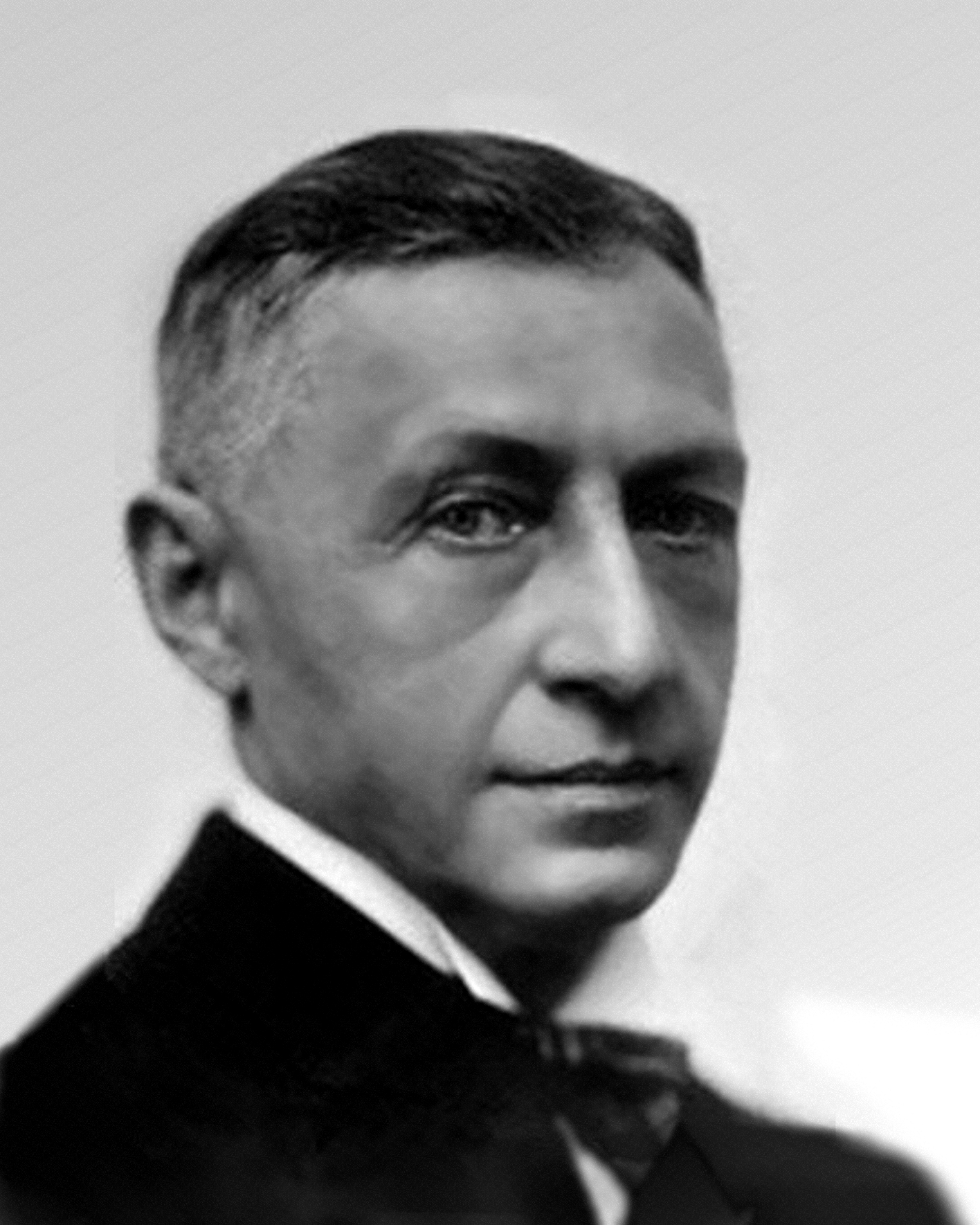
Иван Бунин. 1933

Первое выдвижение Бунина на Нобелевскую премию по литературе состоялось вскоре после прибытия писателя во Францию. У истоков нобелевского «русского проекта» стоял прозаик Марк Алданов, написавший в 1922 году в одной из анкет, что в эмигрантской среде наиболее авторитетные фигуры — это Бунин, Куприн и Мережковский; их совместная кандидатура, выставленная на награду, могла бы поднять престиж «изгнанной русской литературы». С предложением о такой номинации Алданов обратился к Ромену Роллану. Тот ответил, что готов поддержать Бунина отдельно, но не в связке с Мережковским. Кроме того, французский прозаик заметил, что если бы среди претендентов был Горький, то он отдал бы своё предпочтение ему. В итоге Роллан внёс в предложенный Алдановым список изменения: в письме, отправленном в Нобелевский фонд, он указал три фамилии — Бунин, Горький и Бальмонт. У Нобелевского комитета возникли вопросы по каждой из кандидатур, и премию за 1923 год получил поэт из Ирландии Уильям Йетс. В дальнейшем писатели-эмигранты не оставляли попыток выдвижения Бунина. Так, в 1930 году Алданов вёл об этом переговоры с Томасом Манном. Тот сначала сообщил, что, уважая Ивана Алексеевича, затрудняется сделать выбор между ним и другим русским писателем — Иваном Шмелёвым. Позже Манн признался, что поскольку в списке кандидатов есть представитель немецкой литературы, то он как немец готов проголосовать именно за него.
О присуждении Бунину премии за 1933 год первой узнала Муромцева. Согласно её воспоминаниям, утром 9 ноября к ним на грасскую виллу пришла телеграмма от шведского переводчика Кальгрена, задавшего вопрос о гражданстве Ивана Алексеевича. В Швецию был отправлен ответ: «Русский изгнанник». Днём Бунин и Галина Кузнецова отправились в кинематограф. Во время сеанса в зале появился Леонид Зуров, попросивший писателя прервать просмотр и вернуться домой, — по словам секретаря, Вера Николаевна приняла телефонный звонок из Стокгольма; несмотря на плохое качество связи, она сумела разобрать фразу: «Ваш муж — лауреат Нобелевской премии, мы хотели бы поговорить с мсье Буниным!». Информация о награде распространилась быстро — уже к вечеру в Грас прибыли журналисты и фотокорреспонденты. Литератор Андрей Седых, временно взявший на себя часть секретарских обязанностей, рассказывал впоследствии, что в тот день у Буниных не было денег и нечем было оплатить работу курьеров, постоянно приносивших поздравительные телеграммы.

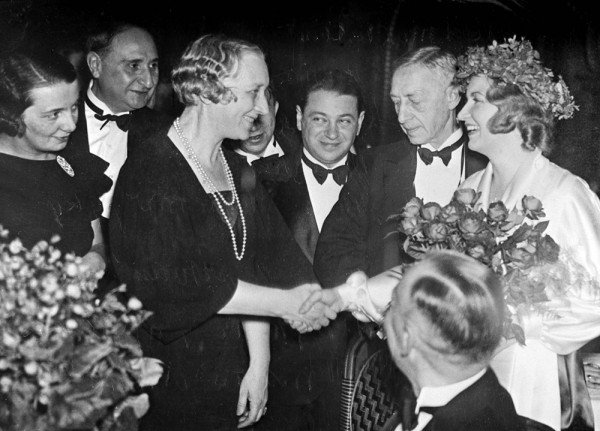
Чествование Бунина в Стокгольме (1933, декабрь). Слева направо: Г. Н. Кузнецова, И. Троцкий, В. Н. Бунина, А. Седых, И. А. Бунин, «Люсия»

Официальный текст Шведской академии гласил, что «Нобелевская премия по литературе… присуждается Ивану Бунину за строгое мастерство, с которым он развивает традиции русской классической прозы». В творческой среде реакция на премию оказалась неоднозначной. Так, если композитор Сергей Рахманинов в числе первых прислал из Нью-Йорка телеграмму со словами «Искренние поздравления», то Марина Цветаева выразила несогласие с решением академии — поэтесса заметила, что Горький или Мережковский в гораздо большей степени заслуживали награды: «Горький — эпоха, а Бунин — конец эпохи».
Вручение премии состоялось 10 декабря 1933 года в концертном зале Стокгольма. В нобелевской речи, над которой писатель работал в течение долгого времени, Бунин отметил, что премия впервые присуждена литератору-изгнаннику. Нобелевскую медаль и диплом лауреата ему вручил король Швеции Густав V. Писатель получил чек на 170 331 шведскую крону (715 000 франков). Часть премии Иван Алексеевич перечислил нуждающимся. По его словам, в первые же дни после известия о решении академии на его адрес поступило почти 2000 писем от людей, попавших в сложную финансовую ситуацию, поэтому «пришлось раздать около 120 000 франков».

## В годы Второй мировой войны

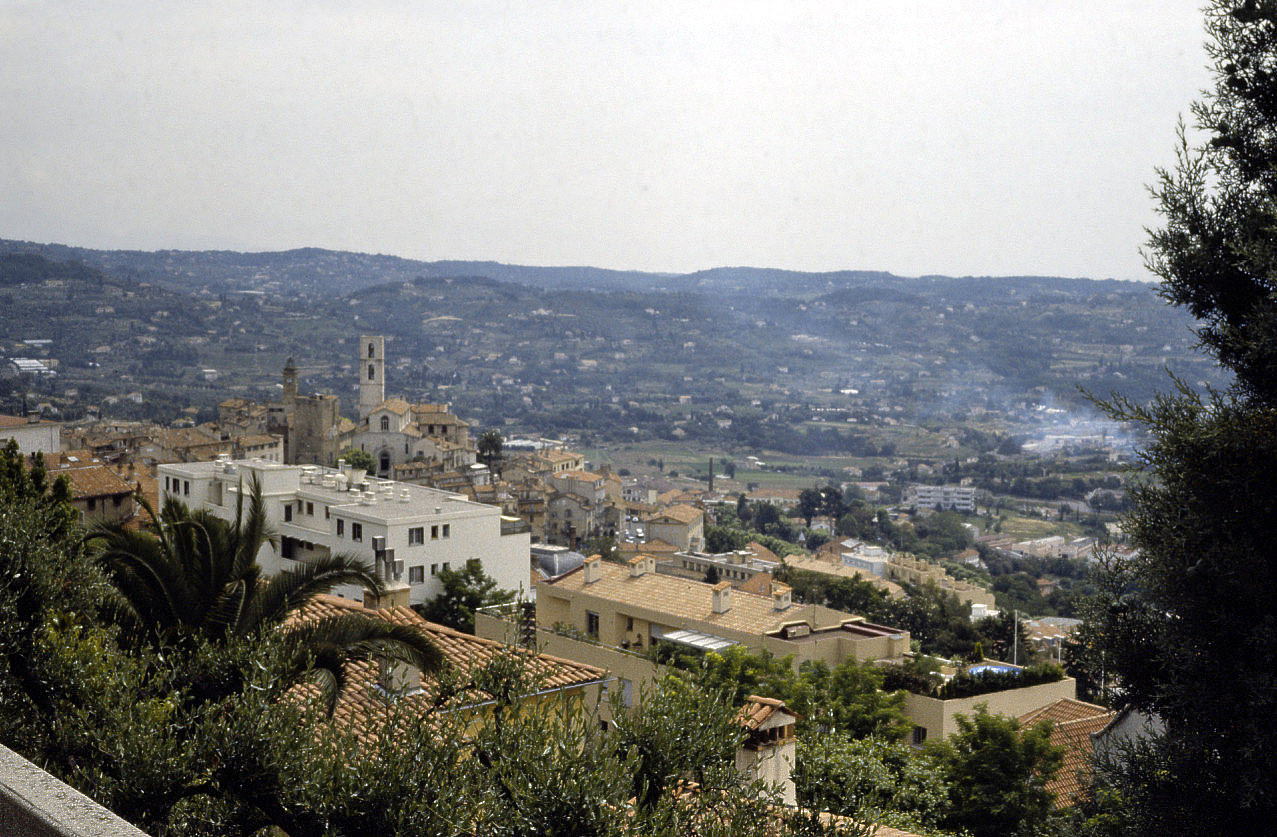
Грас

В начале Второй мировой войны Бунины переехали на высокогорную виллу «Жаннет», находившуюся на выезде из Граса, рядом с Наполеоновской дорогой. Там Иван Алексеевич и Вера Николаевна почти безвыездно прожили около шести лет. Кроме них, на вилле постоянно находились друзья и знакомые семьи. Верхний этаж занимали Галина Кузнецова с подругой Маргаритой Степун — сестрой философа Фёдора Степуна. В 1940 году в Грас вернулся Леонид Зуров. В доме Бунина нашли временное укрытие американский пианист Александр Либерман и его жена. Согласно воспоминаниям Либермана, в 1942 году, когда он с супругой, узнав о предстоящих арестах иностранных евреев в Каннах, искал «подполье», Иван Алексеевич настоял на их заселении в «Жаннет»: «Так мы и сделали — и провели у него несколько тревожных дней». С 1940 по 1944 год в доме Бунина находился литератор Александр Бахрах, который сам пришёл на виллу с просьбой дать ему убежище. Муромцева устроила для него обряд крещения в небольшой церкви, а Зуров через знакомого священника оформил документы, которые во время ареста на улице спасли Бахраху жизнь. Впоследствии Александр Васильевич издал книгу «Бунин в халате», в которой, в частности, упомянул, что среди гостей писателя была и внучка Пушкина — Елена Розенмайер, привезённая Иваном Алексеевичем из Ниццы.
Художница Татьяна Логинова-Муравьёва, бывавшая в Грасе в годы войны, рассказывала, что Бунин постоянно слушал по радио английские и швейцарские сводки новостей. В его кабинете были развешаны карты, на которых писатель стрелками делал пометки. В дневниках он почти ежедневно фиксировал информацию о движении советских войск. Из радиосообщений и писем Иван Алексеевич узнавал о судьбах друзей: «Умерли Бальмонт и профессор Олан. Исчез из мира и из моей жизни Бальмонт! А живо вижу знакомство с ним в Москве, в номерах „Мадрид“ на Тверской… Письмо от Веры Зайцевой: умер Нилус». За время войны вилла «Жаннет» утратила свою изначальную респектабельность: перестала функционировать отопительная система, возникли сложности с водо- и электроснабжением, обветшала мебель.

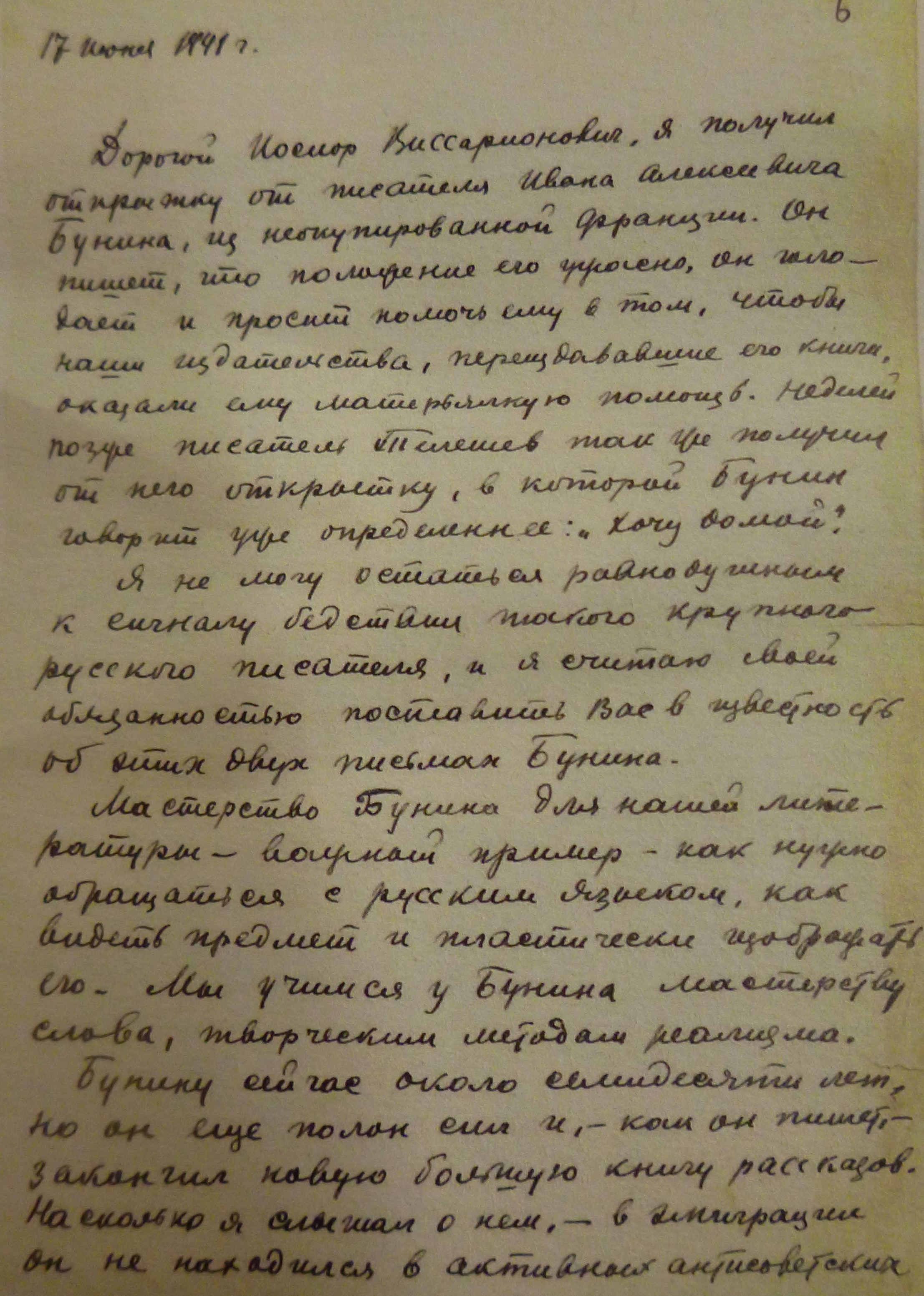
Письмо Алексея Толстого Сталину об обращениях Бунина к советским писателям, 17 июня 1941 года

В письмах знакомым Бунин упоминал про «пещерный сплошной голод». Бунин, ссылаясь на голод, пробовал установить контакт с СССР через знакомых советских писателей. 17 июня 1941 года Алексей Толстой обратился к Иосифу Сталину с письмом, в котором рассказывал об обращении к нему и к Телешову со стороны Бунина:

Я получил открытку от писателя Ивана Алексеевича Бунина, из неоккупированной Франции. Он пишет, что положение его ужасно, он голодает и просит помочь ему в том, чтобы наши издательства, переиздававшие его книги, оказали ему материальную помощь. Неделей позже писатель Телешов также получил от него открытку, в которой Бунин говорит уже определённее: «Хочу домой».
Нобелевская премия была потрачена, новых публикаций не предвиделось; по воспоминаниям Зурова, к Бунину поступали предложения о работе в изданиях, выходивших на оккупированных землях, но Иван Алексеевич отвечал отказом. В те дни он писал: «Был я богат — теперь, волею судеб, вдруг стал нищ… Был знаменит на весь мир — теперь никому в мире не нужен… Очень хочу домой!» Пытаясь получить хотя бы небольшой гонорар, Иван Алексеевич попросил уехавшего в Соединённые Штаты Андрея Седых издать книгу «Тёмные аллеи», в которую вошли произведения, написанные в 1937—1942 годах. В письме Бунин отметил, что согласен на любые условия. Андрей Седых, специально для этого проекта создавший в Нью-Йорке издательство «Новая земля», в 1943 году выпустил «Тёмные аллеи» на русском языке тиражом 600 экземпляров. С английским вариантом книги возникло много проблем, и она вышла в свет уже после войны. За «Тёмные аллеи» Бунину было выплачено 300 долларов.

## Внешность, характер, образ жизни
Бунин был дворянином по происхождению, однако его образ жизни — особенно в молодости — оказался сродни разночинскому. Рано покинув родительский дом (и до конца жизни не обретя собственного), он привык рассчитывать только на себя. В течение многих лет его пристанищем были съёмные углы, меблированные номера, гостиницы — он жил то в «Столичной», то в «Лоскутной», то в деревне, то на квартирах у друзей. В частных беседах писатель признавался, что с юности его терзали «противоречивые страсти». Поэтесса Ирина Одоевцева предполагала, что и необузданный нрав, и способность к героическим поступкам во многом определялись его наследственностью: «нервность он получил… не только от отца-алкоголика, но и от мученицы матери». Люди, общавшиеся с Иваном Алексеевичем, обращали внимание на его необычно острое обоняние, слух и зрение — сам он называл свою сверхчувствительность «нутряной». По словам Бунина, в молодости он легко различал звёзды, которые другие люди могли рассмотреть лишь с помощью мощных оптических приборов; благодаря отменному слуху мог за несколько вёрст от дома услышать звук приближающихся лошадиных колокольчиков. Столь же обострёнными были и его «душевное зрение и слух».

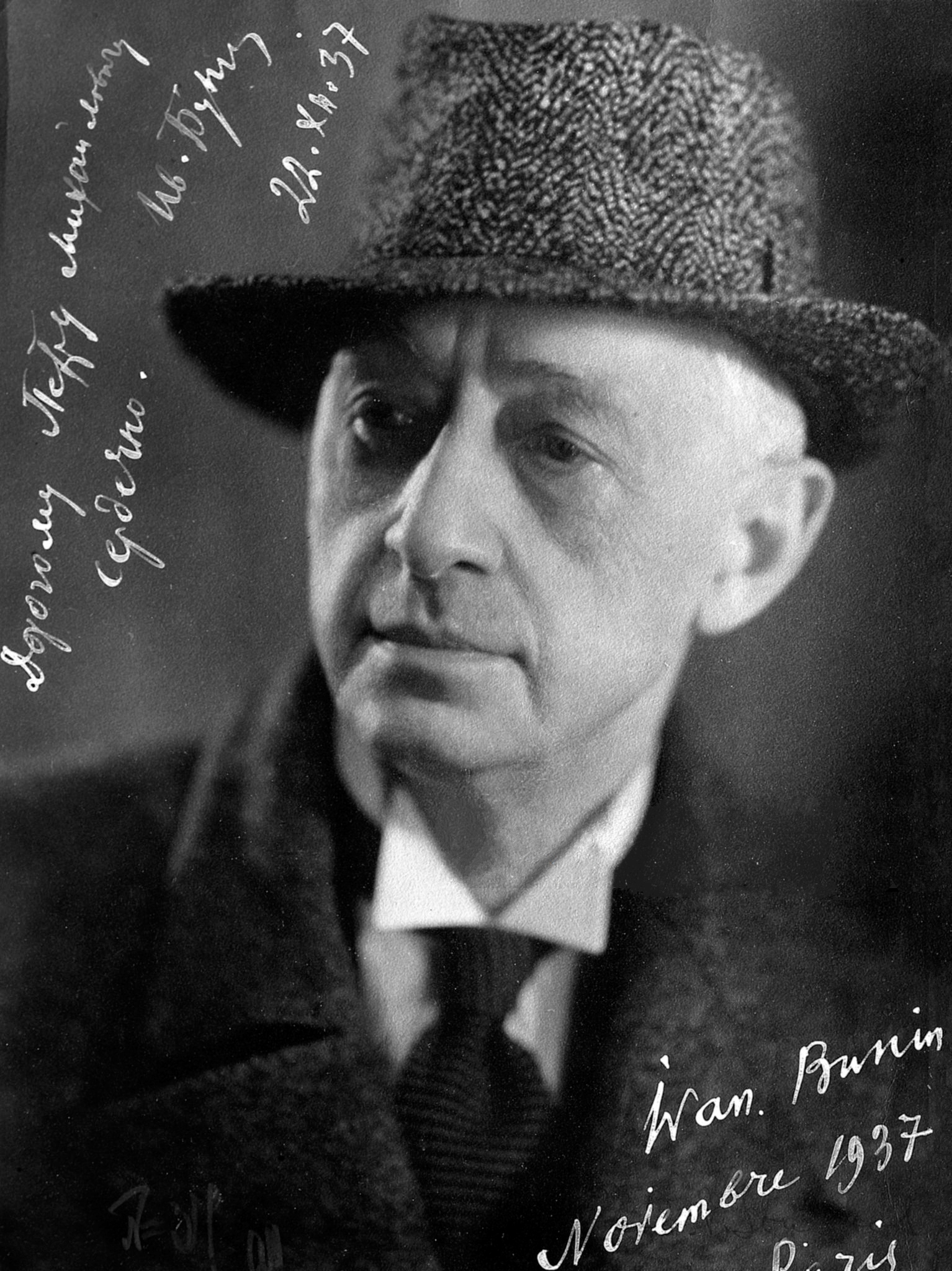
Иван Бунин. 1937

Мемуаристы писали о «барской осанке» Бунина, его врождённой элегантности, умении свободно держаться и естественно чувствовать себя в любом обществе. По замечанию жены Куприна Марии Карловны, её муж — даже в самых модных костюмах — рядом с Иваном Алексеевичем выглядел нескладным и неловким. Татьяна Логинова-Муравьёва, присматривавшаяся к внешности Бунина как художница, обращала внимание на подвижность всех черт его лица; порой казалось, что даже глаза его способны менять цвет в зависимости от настроения: они могли быть зелёными, серыми, голубыми. Писатель знал о своей «многоликости», поэтому неохотно соглашался на предложения художников поработать над его портретами.
Лучшим временем для работы Бунин считал утро — как правило, он садился за письменный стол до завтрака. О его строгости к слову и любому знаку препинания было известно и редакторам, и коллегам, — Куприн в разговоре с Иваном Алексеевичем однажды заметил, что у того «в каждой строке виден пот». По воспоминаниям сотрудника парижского журнала «Современные записки» Марка Вишняка, отношение к построению фразы в тексте порой доходило у Бунина до «болезненной щепетильности»; в издательства, с которыми он сотрудничал, перед сдачей рукописи в печать поступали его срочные телеграммы с просьбами поменять слово или переставить запятую. Своё желание немедленно внести последнюю правку писатель объяснял так: «Толстой потребовал от „Северного вестника“ сто корректур „Хозяина и работника“… А я прошу только две!». Реформу русской орфографии, при которой из алфавита исчезли и десятеричное, ять, фита и ижица, Иван Алексеевич встретил весьма негативно, — он утверждал, что «„лес“ без „яти“ теряет весь свой смолистый аромат».
Мнения современников о характере Бунина оказались противоречивыми. В одних воспоминаниях он был представлен лёгким, остроумным собеседником, которого тем не менее нельзя было назвать открытым человеком. Другие писали, что в творческой среде он воспринимался как литератор резкий, неуживчивый, неучтивый. По словам Ирины Одоевцевой, порой он «мог быть очень неприятен, даже не замечая этого». Иван Алексеевич весомо помогал тем, кто нуждался в поддержке, но при этом любил, чтоб ученики сопровождали его на мероприятиях, — такая публичная демонстрация «свиты» порой раздражала его коллег, называвших последователей писателя «бунинским крепостным балетом». Прожив во Франции 33 года, Бунин так и не овладел полностью французским языком и не писал на других языках, кроме русского.
По признанию Бунина, он никогда не умел правильно распоряжаться деньгами, и Нобелевская премия, которая, по расчётам друзей, могла обеспечить писателю безбедную старость, была растрачена очень быстро. Бунины не приобрели собственного жилья, не отложили никаких сумм «на чёрный день». Андрей Седых, разбиравший вместе с Иваном Алексеевичем почту, поступавшую в Грас после получения премии, вспоминал о письмах, приходивших со всего мира. Когда некий моряк просил писателя отправить ему 50 франков, тот откликался на просьбу. Столь же легко он одаривал малознакомых поклонниц, а Вера Николаевна раздавала литераторам деньги на издание книг или оплату учёбы. Писательница Зинаида Шаховская утверждала, что открытый дом Буниных привлекал и недобросовестных издателей, и адвокатов с сомнительной репутацией. Непрактичность семьи привела к тому, что через три года после получения премии Иван Алексеевич написал в дневнике: «Агенты, которые вечно будут получать с меня проценты, отдача Собрания сочинений бесплатно… С денег ни копейки доходу… И впереди старость. Выход в тираж».

## Последние годы. Смерть
После войны Бунины вернулись в парижскую квартиру. В июне 1946 года в Советском Союзе вышел указ «О восстановлении в гражданстве СССР подданных бывшей Российской империи, а также лиц, утративших советское гражданство, проживающих на территории Франции». Как писала в те дни Вера Николаевна, обнародование документа вызвало много волнений в эмигрантской среде, в некоторых семьях произошёл раскол: «Одни хотели ехать, другие — оставаться». Бунин, отвечая на вопрос корреспондента «Русских новостей» об отношении к указу, сдержанно заметил, что надеется на распространение этой «великодушной меры» и на другие страны, где живут эмигранты, — в частности, на Болгарию и Югославию. Посол СССР во Франции Александр Богомолов провёл два собрания, на которых, помимо него, выступали прибывшие в Париж Константин Симонов и Илья Эренбург. Кроме того, посол лично пригласил Бунина на завтрак; во время встречи Ивану Алексеевичу было предложено вернуться на родину. По словам Богомолова, писатель поблагодарил за предложение и обещал подумать. Вот что вспоминает об этом Константин Симонов:
Заговорив о возвращении, он сказал, что, конечно, очень хочется поехать, посмотреть, побывать в  знакомых местах, но его смущает возраст. Поздно, поздно... Я уже стар, и друзей никого в живых не осталось. Из близких друзей остался один Телешов, да и тот, боюсь, как бы не помер, пока приеду. Боюсь почувствовать себя в пустоте. (…) А я привязался к Франции, очень привык, и мне было бы трудно от неё отвыкать. А брать паспорт и не ехать, оставаться здесь с советским паспортом — зачем же брать паспорт, если не ехать? Раз я не еду, буду жить так, как жил, дело ведь не в моих документах, а в моих чувствах...Константин Симонов
Возвращение не состоялось, и Бунин, имея эмигрантский паспорт, до последних дней оставался человеком без гражданства.
В послевоенный период начали восстанавливаться связи с советскими литераторами. Константин Симонов, знакомство с которым произошло на одном из собраний, не раз бывал у Бунина дома. Судя по дневникам Муромцевой, её несколько насторожили разговоры о благополучии Симонова, а сообщение о наличии у него секретарей и стенографисток заставило задуматься о проблемах писателей-эмигрантов: «У Зайцева нет [пишущей] машинки, у Зурова — минимума для нормальной жизни, у Яна [Ивана Алексеевича] — возможности поехать, полечить бронхит». В ту пору Бунину были переданы некоторые литературные произведения, выходившие в СССР, — так, он прочитал и очень тепло отозвался о «Василии Тёркине» Александра Твардовского и рассказе «Корчма на Брагинке» Константина Паустовского.

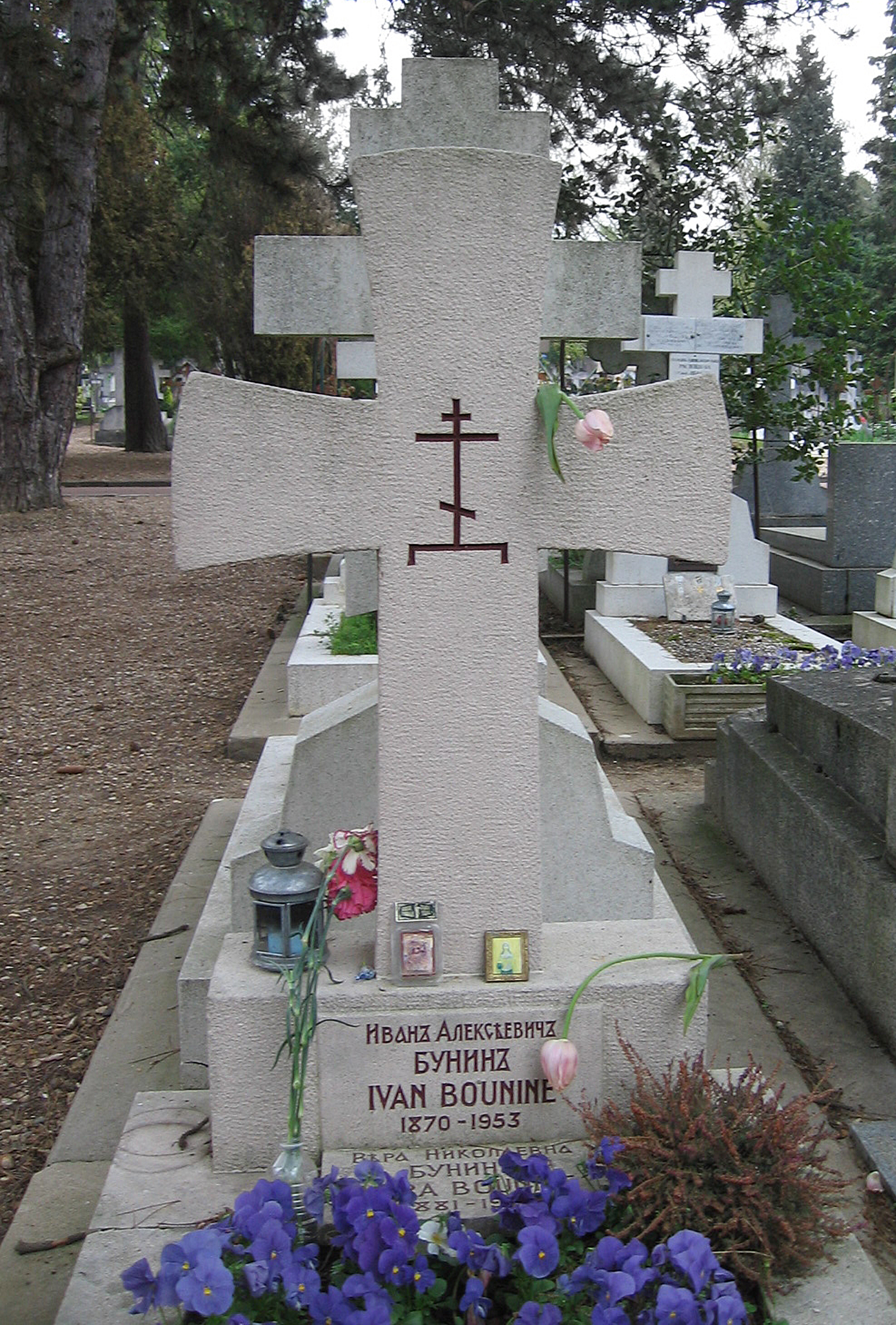
Могила И. А. Бунина

В 1947 году Бунин, у которого была диагностирована эмфизема лёгких, по настоянию врачей отправился на курорт Жуан-ле-Пен, расположенный на юге Франции. Пройдя курс лечения, он вернулся в Париж и сумел принять участие в мероприятии, организованном друзьями в его честь; осенью того же 1947 года состоялось его последнее выступление перед большой аудиторией. Вскоре Иван Алексеевич обратился к Андрею Седых с просьбой о помощи: «Я стал очень слаб, два месяца пролежал в постели, разорился совершенно… Мне пошёл 79-й год, и я так нищ, что совершенно не знаю, чем и как буду существовать». Седых сумел договориться с американским филантропом Фрэнком Атраном о перечислении писателю ежемесячной пенсии в размере 10 000 франков. Эти деньги направлялись Бунину до 1952 года; после смерти Атрана выплаты прекратились.
В октябре 1953 года состояние здоровья Ивана Алексеевича резко ухудшилось. В доме почти постоянно находились друзья семьи, помогавшие Вере Николаевне ухаживать за больным, в том числе Александр Бахрах; ежедневно приезжал доктор Владимир Зернов. За несколько часов до смерти Бунин попросил жену почитать ему вслух письма Чехова. Как вспоминал Зернов, 8 ноября его вызывали к писателю дважды: в первый раз он провёл необходимые медицинские процедуры, а когда прибыл повторно, Иван Алексеевич был уже мёртв. Причиной смерти, по словам доктора, стала сердечная астма и склероз лёгких. Похоронили Бунина на кладбище Сент-Женевьев-де-Буа. Памятник на могиле был сделан по рисунку художника Александра Бенуа.

## Творчество

### Поэзия
Бунин, издавший несколько поэтических сборников и получивший за них две Пушкинские премии, долгое время имел в литературном сообществе репутацию старомодного пейзажиста. В годы его молодости русская поэзия искала новые формы для самовыражения, и приверженец классики Бунин выглядел консервативным на фоне Брюсова, принёсшего в лирику «дыхание городских улиц», или раннего Блока с его неустроенными героями, внедряющимися в самую гущу жизни. Как писал в своей рецензии Максимилиан Волошин, откликнувшийся на бунинский сборник «Стихотворения» (1903—1906, издательство «Знание»), Иван Алексеевич оказался в стороне «от общего движения в области русского стиха». В то же время, по словам Волошина, с точки зрения живописи поэтические картины Бунина достигли «конечных точек совершенства».
В лирике молодого Бунина чувствуется влияние Якова Полонского, Аполлона Майкова, Алексея Жемчужникова и Афанасия Фета. Критик Константин Медведский при анализе произведений лауреатов Пушкинской премии за 1903 год привёл несколько цитат из бунинского сборника «Листопад», в которых обнаруживается «школа Фета», — речь, в частности, идёт о таких строчках: «Бушует полая вода, — / Шумит и глухо, и протяжно. / Грачей пролётные стада / Кричат и весело, и важно». Кроме того, современники Ивана Алексеевича связывали его поэтические зарисовки с пейзажами из прозаических произведений Тургенева и Чехова. В первых десятилетиях XX века критики желали Бунину быстрее избавиться от «перепевов» и выйти на самостоятельную дорогу в поэзии.
Основной темой в ранних стихах Бунина была природа с её временами года, «седым небом» и «лесами на дальних косогорах». Позже пришёл черёд философских размышлений, когда среди элементов пейзажа появились погосты и надгробия, а лирический герой обратился к космическим проблемам, начал искать ответы на вечные вопросы: «И меркнет тень, и двинулась луна, / В свой бледный свет, как в дым, погружена, / И кажется, вот-вот и я пойму / Незримое — идущее в дыму». Стихотворений о любви у Бунина немного, но интимные переживания его персонажей стали своеобразным прологом к прозаическим произведениям Ивана Алексеевича, написанным гораздо позже. К примеру, в его любовной лирике есть та чувственность, которая свойственна герою «Митиной любви» («Я к ней вошёл в полночный час. / Она спала — луна сияла»), а также печаль, проступающая в рассказе «Лёгкое дыхание» («Погост, часовенка над склепом, / Венки, лампадки, образа / И в раме, перевитой крепом, — / Большие ясные глаза»).

### Рассказы и повести
Дебют Бунина как прозаика состоялся в 1893 году, когда в петербургском журнале «Русское богатство» был напечатан его рассказ «Деревенский эскиз», позже получивший другое название — «Танька». Редактор «Русского богатства» Николай Михайловский после знакомства с рукописью написал двадцатитрёхлетнему автору, что со временем из него «выйдет большой писатель». В последующие годы в разных изданиях были опубликованы его рассказы «Кастрюк», «На край света», «Антоновские яблоки», «Маленький роман» и другие. Критики проявляли к творчеству молодого Бунина сдержанный интерес, упоминали про «поэтические краски», присутствующие в его прозе, однако до поры до времени ни одно из сочинений Ивана Алексеевича не воспринималось в литературном сообществе как большое событие. По замечанию Корнея Чуковского, его ранним «полуэлегиям, полуновеллам… не хватало железа и камня».

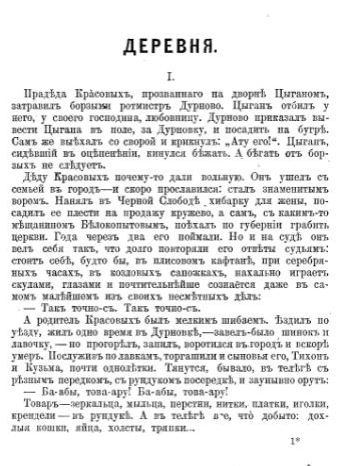
Начало рассказа «Деревня». Полное собрание сочинений И. А. Бунина, том 5, 1915

Перелом произошёл после выхода повести «Деревня». Бунин начал работать над ней в 1909 году, читал отрывки в литературных кружках, и о произведении заговорили задолго до сдачи рукописи в печать. Газета «Биржевые ведомости» (1909, № 11348) писала, что новое сочинение Бунина, вероятно, «вызовет разговоры и полемику справа и слева». Первая часть «Деревни» была опубликована в «Современном мире» в марте 1910 года, а первая рецензия появилась ещё до выхода номера в свет — обозреватель газеты «Утро России» В. Батуринский сумел познакомиться в редакции с корректорским вариантом и, опередив коллег, подготовил рецензию, в которой назвал повесть «выдающимся произведением текущего сезона». В дискуссию по поводу «Деревни» включились и критики, и литераторы: автору предъявляли претензии в «утрате чувства художественного правдоподобия» (Г. Полонский); его обвиняли в том, что он «струсил собственных этюдов и эскизов» (Александр Амфитеатров); о повести писали как о «возмутительной, насквозь лживой книге» (А. Яблоновский). В числе тех, кто поддержал Бунина, была Зинаида Гиппиус, отметившая в журнале «Русская мысль» (1911, № 6), что повесть «Деревня» строга, проста и гармонична: «…ей веришь просто».
Несмотря на резкость отдельных оценок, «Деревня», а также опубликованная вслед за ней повесть «Суходол» («Вестник Европы», 1912, № 4) закрепили за Буниным репутацию востребованного прозаика — его произведения стали гораздо охотнее приобретать журналы и газеты, а «Товарищество издательского и печатного дела А. Ф. Маркс» предложило писателю заключить контракт о выпуске Полного собрания его сочинений. Шеститомник был издан в 1915 году весьма внушительным тиражом — 200 000 экземпляров.
В том же году появился рассказ Бунина «Господин из Сан-Франциско». По свидетельству Муромцевой, замысел произведения возник у Ивана Алексеевича во время их путешествия на пароходе, следовавшем из Италии. Среди пассажиров началась дискуссия о социальном неравенстве, и писатель предложил своему оппоненту представить их судно в разрезе: на верхней палубе люди прогуливаются и пьют вино, а в нижних отсеках они работают: «Справедливо ли это?». Рассказ был в целом доброжелательно встречен рецензентами: так, историк литературы Абрам Дерман («Русская мысль», 1916, № 5) обнаружил в нём некоторые художественные приёмы, свойственные Льву Толстому, — например, испытание смертью, а писательница Елена Колтоновская, прежде находившая в прозе Бунина много изъянов, после выхода «Господина из Сан-Франциско» назвала Ивана Алексеевича «самым крупным представителем новой литературы». Более сдержанно оценил это произведение Александр Измайлов, которому история про богатого 58-летнего американца, отправившегося в Старый Свет за развлечениями, показалась чересчур растянутой, — по мнению критика, она могла бы уместиться в формате небольшой зарисовки.
Одним из последних художественных произведений, написанных Буниным в предреволюционную пору, стал рассказ «Лёгкое дыхание» («Русское слово», 1916, № 83). История про гимназистку Олю Мещерскую, застреленную на вокзале казачьим офицером, была придумана писателем во время прогулок по кладбищу острова Капри, когда на одном из надгробий он увидел портрет жизнерадостной девушки. Юная героиня рассказа представляет собой тот особый женский тип, который всегда был интересен Ивану Алексеевичу, — в ней есть загадочность, подчиняющая мужчин и заставляющая их совершать безрассудные поступки. В ту же галерею роковых женских образов, обладающих природным даром очаровывать, входят персонажи бунинских рассказов «Клаша» и «Аглая», а также созданной уже в эмиграции повести «Митина любовь».
В повести «Митина любовь», впервые опубликованной в парижском журнале «Современные записки» (1925, № 13-14) и рассказывающей о любви студента Мити к ученице частной театральной школы Кате, присутствуют автобиографические мотивы. Они относятся не к сюжету, а к глубине чувств, испытываемых юным героем, и заставляют вспомнить о душевных терзаниях молодого Бунина, потерявшего Варвару Пащенко. Её черты — «непостоянство, недостоверность чувств» — угадываются в образе Кати. Как писала Муромцева, «нигде Иван Алексеевич не приоткрывал своих любовных переживаний, как в „Митиной любви“, тщательно закамуфлировав их». Эта повесть, по стилистике напоминающая большое стихотворение в прозе, знаменует новый этап в творчестве Бунина:

До Бунина так о любви не писали. Бунинское новаторство состоит в том, что современная смелость («модерность», как тогда говорили) в изображении чувств героев сочетается с классической ясностью и совершенством словесной формы. Переживания Мити, наделённого сверхобычной эмоциональностью, способного ощущать с непомерной остротой, болью и блаженством пробуждение природы и самого себя… — несомненно, автобиографичны.— Анна Саакянц
Книга «Тёмные аллеи» (1943—1946), над которой писатель работал в предвоенные и военные годы, вызвала неоднозначную реакцию среди коллег и читателей Бунина. Если поэт Глеб Струве назвал произведения, включённые в сборник, «лучшими рассказами о любви-страсти в русской литературе», то Марк Алданов сообщил автору о письмах, поступавших в редакцию «Нового журнала», который напечатал несколько новелл. По словам Алданова, подписчики издания возмущались избытком эротических сцен, а некий учёный прислал письмо с вопросом: «Ну как же можно? У меня жена». В сборник, название которого было подсказано писателю строчками Николая Огарёва «Кругом шиповник алый цвел, / Стояли тёмных лип аллеи», вошли рассказы «Руся», «Поздний час», «Холодная осень», «Муза», «Барышня Клара», «Железная шерсть» и другие.

### «Жизнь Арсеньева»
Замысел романа «Жизнь Арсеньева» — книги, повлиявшей на решение Шведской академии о присуждении Нобелевской премии, — появился у Бунина в октябре 1920 года, в канун его пятидесятилетнего юбилея. Несколько позже, в 1921-м, писатель сделал предварительные намётки, в которых попытался обозначить канву произведения о взрослении и становлении человека. Изначально его названия варьировались: «Книга моей жизни», «У истока дней», «Безымянные записки». Задумка формировалась несколько лет, а непосредственная работа началась 27 июня 1927 года. Судя по воспоминаниям Муромцевой, всякий раз, завершая очередную часть, Иван Алексеевич намеревался прекратить работу — он утверждал, что «жизнь человеческую написать нельзя». В итоге Бунин создал пять частей и «довёл» своего героя Алексея Арсеньева до двадцатилетнего возраста.
Исследователи не пришли к единому мнению относительно жанра бунинского романа. Литературовед Борис Аверин, изучавший творческую историю произведения, заметил, что ранние авторские рукописи, в которых отразился «ход памяти», позволяют говорить о «Жизни Арсеньева» как о мемуарной прозе. В то же время при внесении правок Иван Алексеевич сознательно дистанцировался от героев произведения — он поменял имена и удалил из текста те подробности, в которых бы угадывались эпизоды его собственной биографии. По мнению литературоведа Анны Саакянц, «Жизнь Арсеньева» объединила несколько жанров — в книге переплелись художественная биография, мемуары, лирико-философская проза. Литературовед Игорь Сухих писал, что в основе романа — «поэтическое преображение прошлого». Сам Бунин настоятельно просил не воспринимать историю Алексея Арсеньева как историю автора; он пояснял, что «Жизнь Арсеньева» — это «автобиография вымышленного лица».
Пятая часть произведения, изначально именовавшаяся «Лика», названа исследователями самой главной: именно в ней происходит взросление героя, переживающего первое острое чувство. Испытание любовью рождает в нём художника и поэта. Предположения о том, что прототипом возлюбленной Алексея Арсеньева Лики является Варвара Пащенко, неоднократно опровергались Муромцевой. По её словам, в героине соединились черты тех женщин, которых в разные годы любил Бунин. К примеру, внешне героиня «Жизни Арсеньева» в большей степени напоминает первую жену писателя — Анну Николаевну Цакни; отдельные эпизоды воспроизводят детали отношений, складывавшихся между Буниным и самой Муромцевой. Однако чувство, испытываемое Алексеем Арсеньевым по отношению к Лике, во многом совпадает с переживаниями молодого Бунина. Финальные строки романа («Недавно я видел её во сне…») близки признанию, которое прозвучало в одном из писем Ивана Алексеевича после расставания с Пащенко: «Я видел тебя нынче во сне — ты будто лежала, спала, одетая, на правом боку».

В «Жизни Арсеньева» Буниным сделано то, о чём, сам того не понимая, мечтал молодой Арсеньев, когда жаждал писать и не знал, что писать. Здесь показано самое простое и самое глубокое, что может быть показано в искусстве: прямое видение мира художником: не умствование о видимом, но самый процесс видения, процесс умного зрения.— Владислав Ходасевич

### Публицистика, дневники, воспоминания
В дореволюционный период многие современники Бунина видели в нём лишь холодноватого бытописателя, с ностальгией вспоминающего об исчезающих дворянских гнёздах. Появление его полемических заметок, статей и очерков, посвящённых октябрьским событиям, позволило читателям увидеть другого Бунина — язвительного и едкого, воспринявшего революцию как русский бунт, а его участников — как действующих лиц из романа «Бесы». По словам литературоведа Олега Михайлова, многие статьи Ивана Алексеевича, написанные в ту пору, были сродни монологам персонажей Достоевского. В эмигрантской прессе 1920-х годов Бунин выступал с публикациями, в которых, с одной стороны, настаивал на отказе от компромиссов с большевиками, с другой — давал высокие оценки лидерам белого движения. Генерала Деникина писатель знал лично и отзывался о нём как о человеке благородном и простом в общении. Адмирал Александр Колчак, по утверждению Ивана Алексеевича, заслужил особое место в истории: «Настанет время, когда золотыми письменами… будет начертано его имя в летописи русской земли».

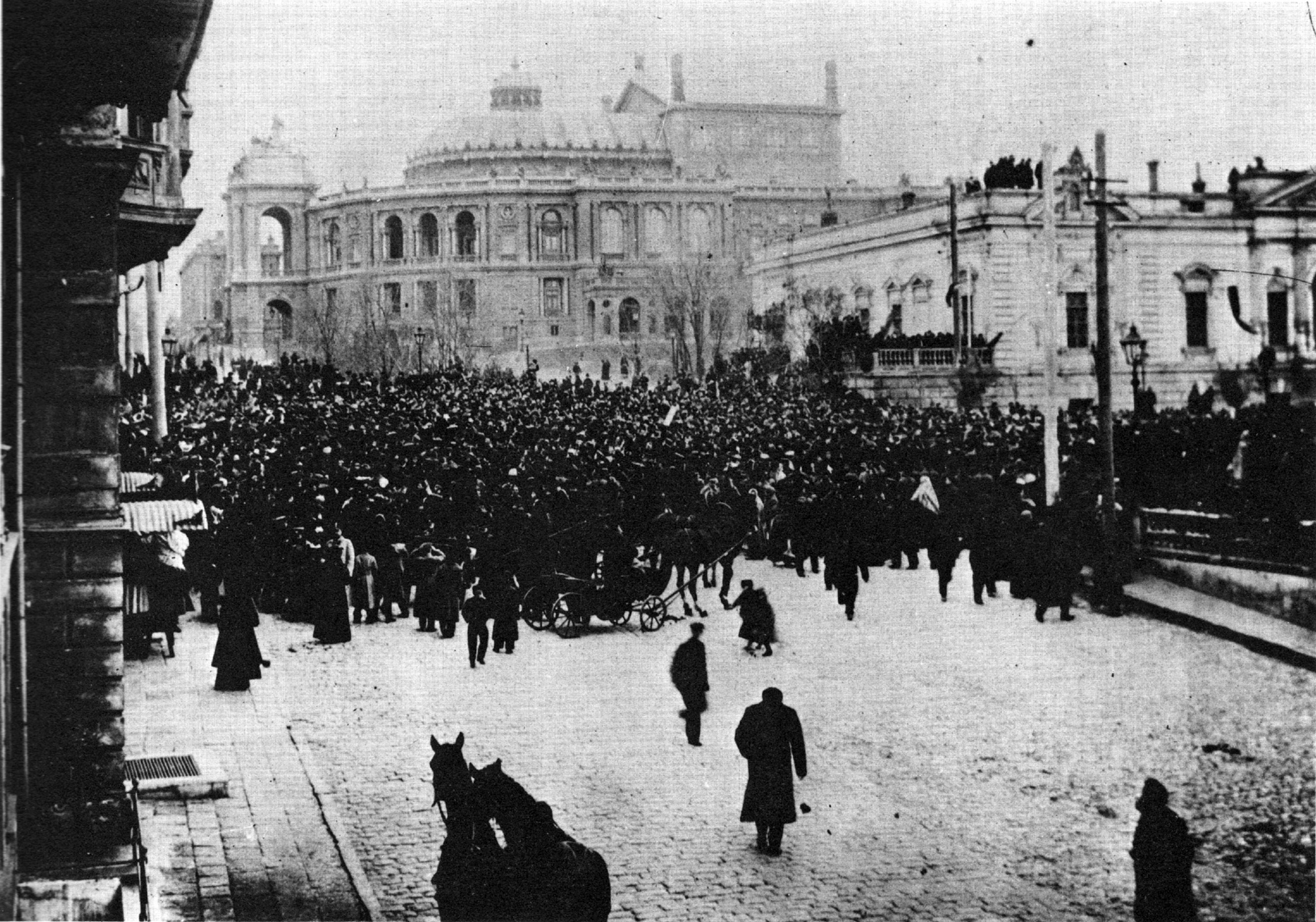
Одесса. 1919

В 1925 году парижская эмигрантская газета «Возрождение» начала публиковать отрывки из дневников Бунина, получивших название «Окаянные дни». Исследователи обращают внимание на то, что ежедневные записи, которые Иван Алексеевич вёл в 1918—1920-х годах, отличаются от дневников, представленных в книжном варианте. Писатель подготовил к печати не столько календарный, сколько мозаичный дневник, включающий множество разрозненных фрагментов. Первая часть «Окаянных дней» состоит в основном из миниатюрных зарисовок, воссоздающих общую атмосферу в послереволюционной Москве: писатель фиксирует тексты уличных плакатов, газетные заголовки, случайные реплики прохожих. Образ города создаётся за счёт выхваченных из толпы лиц, мелькающих с калейдоскопической быстротой, как на моментальной фотографии. Во второй части, повествующей об Одессе 1919 года, преобладают короткие рассказы и заметки.

Был В. Катаев (молодой писатель). Цинизм нынешних молодых людей прямо невероятен. Говорил: «За сто тысяч убью кого угодно. Я хочу хорошо есть, хочу иметь хорошую шляпу, отличные ботинки…» Вышел с Катаевым, чтобы пройтись, и вдруг на минуту всем существом почувствовал очарование весны, чего в нынешнем году (в первый раз в жизни) не чувствовал совсем.— И. А. Бунин. Окаянные дни
Со второй половины 1920-х годов политический посыл начал постепенно уходить из бунинской публицистики — писатель сосредоточился на литературно-критических статьях и мемуарах, выпустил книгу «Освобождение Толстого» (1937), написал очерки о Семёновых-Тян-Шанских и поэтессе Анне Буниной, приступил к мемуарам о Чехове, которые остались незавершёнными и были изданы Муромцевой уже после смерти Ивана Алексеевича. Прежняя полемичность вернулась к Бунину во время работы над книгой «Воспоминания», вышедшей в 1950 году, — в ней, по мнению исследователей, восьмидесятилетний писатель продемонстрировал тот темперамент, что был ему свойствен в послереволюционную пору. Как рассказывал Андрей Седых, навестивший Ивана Алексеевича в Париже летом 1949 года, в один из дней хозяин дома прочитал гостям отрывки из ещё не дописанных «Воспоминаний». Присутствовавшие при чтении писательница Тэффи и поэт Георгий Адамович испытали некоторое смятение от тех жёстких оценок, которые Бунин дал многим своим современникам. Седых постарался смягчить ситуацию фразой: «Добрый же вы человек, Иван Алексеевич! Всех обласкали».

### Переводы
Бунин, оставивший гимназию после четвёртого класса, постоянно занимался самообразованием. Так, в шестнадцатилетнем возрасте он начал серьёзно изучать английский язык, а в зрелые годы — ради чтения и переводов произведений Адама Мицкевича — самостоятельно освоил польский. Дебют Ивана Алексеевича в качестве переводчика состоялся во второй половине 1880-х годов. Сам он впоследствии признавался, что, взявшись за переложение на русский язык трагедии Шекспира «Гамлет», «мучил себя над ним с необыкновенным и все возраставшим наслаждением». В разные периоды жизни Бунин обращался как переводчик к драмам Байрона, стихотворениям Теннисона, сонетам Петрарки, лирическим произведениям Гейне.
Бунинский перевод поэмы «Песнь о Гайавате», впервые опубликованный в газете «Орловский вестник» в 1896 году, критики называли «высокопоэтичным». Однако «Песнь…» — не единственное сочинение американского поэта, заинтересовавшее Ивана Алексеевича. В 1901 году был опубликован его перевод стихотворения Генри Лонгфелло «Псалом жизни». Текстологический анализ, проведённый лингвистами, показал, что для двух произведений Бунин использовал разные приёмы. Если при переложении текста поэмы, в основе которой — легенды и предания индейцев, переводчик стремился сохранить интонацию подлинника, то в «Псалом жизни» он привнёс собственные поэтические мотивы: «Жизнь великих призывает / Нас к великому идти, / Чтоб в песках времён остался / След и нашего пути». Разницу в подходах лингвисты объясняют «художественной природой» оригиналов, которые либо задают для переводчика определённые рамки, либо позволяют выйти за них.

## Своеобразие творчества. Новаторство. Влияния
Бунин, творческий почерк которого начал формироваться на рубеже XIX и XX веков, был далёк от возникших в ту пору течений и считал себя свободным от влияния каких бы то ни было литературных школ. Исследователи называли его одним из самых «труднопостигаемых художников», потому что даже при попытках определить его творческий метод возникали самые разные варианты, в том числе «реалистический символизм», «необыкновенный реализм», «скрытый модернизм». Автор монографии о Бунине Юрий Мальцев считал, что Иван Алексеевич — прозаик, существовавший вне привычных культурологических направлений, и это дало повод филологу Тамаре Никоновой заметить: в наследии Ивана Алексеевича нет «единой, всё объясняющей и объединяющей схемы или системы».

### Система работы
Текстологи, изучая рукописи Бунина, обратили внимание на то, что он, как правило, начинал работу над очередным произведением без предварительных планов. Писатель не рисовал схем, показывающих взаимоотношения персонажей, не продумывал очерёдность глав — он сразу воспроизводил готовую историю, которую в дальнейшем шлифовал и совершенствовал, добиваясь точной интонации и максимальной выразительности. Иногда его рассказы рождались моментально (к примеру, «Лёгкое дыхание» Бунин написал с «восхитительной быстротой»); иногда на поиски нужного слова уходили часы и даже дни: «Я начинаю писать, говорю самую простую фразу, но вдруг вспоминаю, что подобную этой фразе сказал не то Лермонтов, не то Тургенев. Перевёртываю фразу на другой лад, получается пошлость». Эта сложная работа происходила уже в ту пору, когда процесс сочинения был запущен, когда в сознании автора не только сложилась история, но и оформились звук, ритм, мелодия рассказа или повести.

### Творческая эволюция
В течение десятилетий творческий почерк Бунина менялся. Его ранние рассказы, словно родившиеся из его же ранних стихотворений, были лиричными и почти бессобытийными. Такие произведения, как «Антоновские яблоки», «Золотое дно», «Новая дорога», элегичны, тонки и музыкальны, а рассказчик в них — созерцатель и наблюдатель, напоминающий героя поэтических произведений. В первой половине 1910-х годов сюжетная основа бунинских произведений несколько усложнилась, хотя писатель по-прежнему не стремился к «внешней занимательности» или увлекательности повествования, — на первый план у него вышел человек, судьба и мироощущение которого раскрывались на фоне времени, причём для создания конкретной истории писателю порой хватало нескольких повседневных эпизодов. В ту пору Горький, оценивая ритм и интонацию рассказов Ивана Алексеевича, говорил: «Он так стал писать прозу, что если скажут о нём: это лучший стилист современности — здесь не будет преувеличения».
В годы Первой мировой войны тематика произведений Бунина расширилась — в сферу его интересов вошли другие страны, культуры и цивилизации. Среди его героев — переживающий из-за потери невесты цейлонский рикша («Братья»), американский миллионер, умирающий в гостинице на Капри («Господин из Сан-Франциско»), молодой немецкий учёный, мечтающий вписать своё имя в историю науки («Отто Штейн»). В этот период в произведениях Бунина появился социальный пафос, а их создание, по признанию автора, сопровождалось внутренними «публицистическими монологами»: «Горе тебе, Вавилон, город крепкий!» — эти страшные слова Апокалипсиса неотступно звучали в моей душе, когда я писал «Братья» и задумывал «Господина из Сан-Франциско». В эмиграции социальные мотивы практически полностью ушли из творчества Бунина, писатель вновь вернулся к стремлению раскрыть внутренний мир отдельного человека, но уже в другом ракурсе, вне привязки к конкретной исторической эпохе с её надломами и потрясениями: «Остались любовь, страдания, тоска по идеалу». По мнению литературоведа Ольги Сливицкой, содержание прозы Бунина в определённый момент начало укладываться в модель «Космос и душа человека», когда героев того или иного времени заменил «человек как часть Вселенной».

Широко известны слова Бунина: «Нет никакой отдельной от нас природы, <…> каждое движение воздуха есть движение нашей собственной жизни»… В этих словах сформулировано самое существенное: место человека в мироздании. Подобно тому как атом, невообразимо малая часть солнечной системы, повторяет в себе всю её структуру, так и человек — и противостоит Космосу, и включает его в себя. 

### Элементы новаторства
Писатель Иван Наживин в романе-памфлете «Неглубокоуважаемые!» (Харбин, 1935) составил список претензий, адресованных Бунину. По мнению Наживина, нобелевский лауреат не создал ни одного типа или образа, которые могли бы войти в историю русской литературы наравне с Наташей Ростовой, Лизой Калитиной, Евгением Онегиным, Тарасом Бульбой, Раскольниковым, Хлестаковым, Обломовым и другими героями. Персонажи Бунина — это «мутные пятна, призраки, слова», утверждал Наживин. Литературовед Татьяна Марченко, отвечая на его упрёки, заметила, что все упомянутые Наживиным типы и архетипы были представителями определённого времени или социальной среды. Бунин — возможно, неосознанно — развивал эти же характеры, но с учётом «неиспользованных возможностей»: «не Татьяна, разлучённая с Онегиным, но Татьяна, соединившаяся с Буяновым или с Иваном Петушковым и т. д. до бесконечности художественного воображения».
Так, переживания героя «Митиной любви» соотносятся со страданиями гётевского Вертера, нажимающего на курок из-за личной драмы. Но если Вертер кончает жизнь самоубийством из-за «мировой скорби», то бунинский герой — из-за «мирового счастья». Он уходит из жизни с «радостным вздохом», потому что слишком истерзан земными испытаниями. Незадолго до смерти Митя слышит ночную музыку из оперы Шарля Гуно «Фауст», видит себя воспаряющим над миром — и в этот момент ощущает необычную лёгкость и свободу от страданий. Одна из фраз, произнесённых героем — «Ах, да когда же всё это кончится!», — звучит как антитеза по отношению к фаустовскому восклицанию «Остановись, мгновенье: ты прекрасно!» При этом Иван Алексеевич также был способен «остановить мгновение» — он делал это в таких рассказах, как «Солнечный удар» и «Ида». По словам Юрия Мальцева, «„миг“ — та новая единица времени, которую Бунин вводит в русскую прозу».
Ещё одним своеобразным открытием Бунина является появление в его прозе коротких, напоминающих миниатюры зарисовок, которые литературный критик Иван Ильин назвал «мечтаниями», а Юрий Мальцев — «фрагментами». Значительная их часть (в том числе «Телячья головка», «Журавли», «Роман горбуна», «Первый класс») была представлена в книге «Современные записки» (Париж, 1931), где они выглядят как эпизоды из большого, пёстрого, многоголосого произведения. Иногда они воспринимаются как короткие бытовые анекдоты, иногда — как путевые заметки, но во всех случаях «фрагменты» представляют собой завершённые произведения.
В стихотворении Бунина «Джордано Бруно», написанном в 1906 году, есть строки, во многом определяющие мироощущение автора: «В радости моей — всегда тоска, / В тоске всегда — таинственная сладость!» Подобная антиномичность позволила писателю создать множество контрастных сочетаний (в словаре его эпитетов — около 100 000 словоупотреблений), показывающих, что в человеке могут синхронно уживаться прямо противоположные эмоции, страсти и переживания: «печально-веселые песни», «дико-радостно билось сердце», «насмешливо-грустно кукует», «жалобно-радостный визг», «таинственно-светлые дебри», «страдальчески-счастливое упоение», «грустно-празднично», «знойно-холодный ветер», «счастье вины», «несчастен счастьем», «ужас восторга», «радостный гнев», «восторженно рыдала».
Одной из особенностей творчества зрелого Бунина было его умение организовывать в произведениях внезапные финалы. К примеру, начало рассказа «Руся» (1940), представляющего собой воспоминания безымянного героя, который некогда подрабатывал репетитором на станции недалеко от Подольска, выглядит совершенно обыденным: остановка поезда, ленивый диалог пассажира с женой, кондуктор с фонарём. Однако постепенно сквозь усыпляющую интонацию начинают проступать приметы мистики. Герой мысленно уходит в прошлое, и та же самая местность «волшебно расцветает». Затем в его сознании появляется девушка-художница, настоящее имя которой — Маруся. Сокращение уходит корнями не то в Русь, не то к русалкам, да и сама героиня, живущая среди болот, «живописна, даже иконописна». Забытая история любви двадцатилетней давности, завершившаяся драматичным расставанием, благодаря остановке поезда превращается в остановившееся «прекрасное мгновенье».

### Живописность прозы

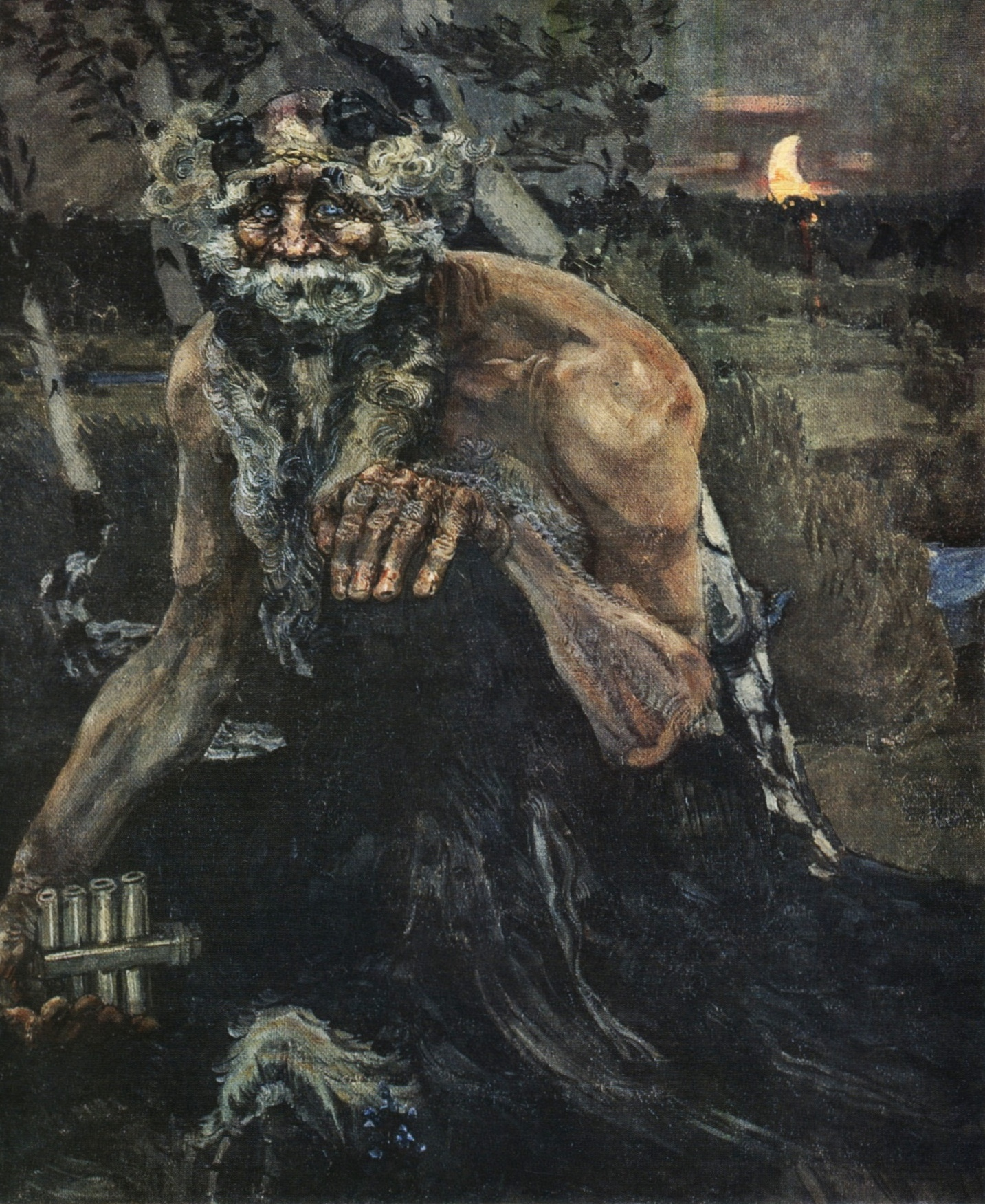
М. А. Врубель. Пан

Литературоведы обращали внимание на живописность прозы Бунина. Так, Олег Михайлов писал, что для некоторых бунинских рассказов 1910-х годов лучшим иллюстратором мог бы стать Михаил Нестеров. Галерея созданных писателем мучеников и праведников (среди которых — батрак Аверкий из «Худой травы», кривая нищенка Анисья из «Весёлого двора», сентиментальный слуга Арсений из «Святых», осанистая красавица Аглая из одноимённого рассказа) напоминает собравшихся вместе героев нестеровского полотна «На Руси. Душа народа».
По мнению Татьяны Марченко, существует также определённое родство между бунинскими пейзажами и работами Виктора Васнецова, с которым писатель был знаком лично. Однако по внутреннему мироощущению проза Ивана Алексеевича ближе картинам Михаила Врубеля. К примеру, его работа «Пан» (так же, как «Богатырь», «Сирень», «Царица Волхова») в большей степени отражает языческую стихию рассказа «Руся», чем васнецовская «Алёнушка», считает Марченко. Картина Васнецова, на которой изображена девушка, сидящая возле поросшего осокой водоёма, хорошо соотносится с содержанием «Ру́си», тогда как «Пан» позволяет «заглянуть в таинственную суть вещей».

### Влияния
Говоря о влияниях, которые обнаруживаются в прозе Бунина, исследователи чаще всего называют фамилии Льва Толстого, Чехова, Тургенева, Гоголя. По мнению Олега Михайлова, бунинское изображение человека — с его многослойностью и неисчерпаемостью — во многом идёт от толстовского представления о «текучести характера». Критик Александр Измайлов писал, что Иван Алексеевич — «один из многих заворожённых, зачарованных, увлечённых Чеховым». В ранних бессюжетных рассказах Бунина критики слышали то интонации тургеневских стихотворений в прозе, то голос автора из лирических отступлений в поэме «Мёртвые души». Сам Бунин писал, что при всей его любви к русской литературе он «никогда никому не подражал». Когда литературовед Пётр Бицилли обратил внимание на некоторое сходство «Митиной любви» с произведением Толстого «Дьявол», начинающимся словами «А я говорю вам, что всякий, кто смотрит на женщину с вожделением, уже прелюбодействовал с нею в сердце своём», Иван Алексеевич ответил: «Конечно, без Толстого, без Тургенева, без Пушкина мы бы не писали так, как пишем… А если говорить про усвоенность именно Толстого, то так ли это?»
Критики и некоторые коллеги Бунина утверждали, что в его позднем творчество собрано такое количество скрытых цитат, реминисценций и образов, заимствованных из русской классики, что впору вести речь об «элементарном эпигонстве». К примеру, Нина Берберова утверждала, что Иван Алексеевич «создавал прекрасное в примитивных формах, готовых и уже существовавших до него». Возражая тем, кто упрекал писателя в «перепевах» и «пересмотре традиций», литературовед Юрий Лотман заметил: «Именно в этой перспективе раскрывается Бунин-новатор, желающий быть продолжателем великой классической традиции в эпоху модернизма, но с тем, чтобы переписать всю эту традицию заново».

## Отношения с современниками

### Бунин и Горький

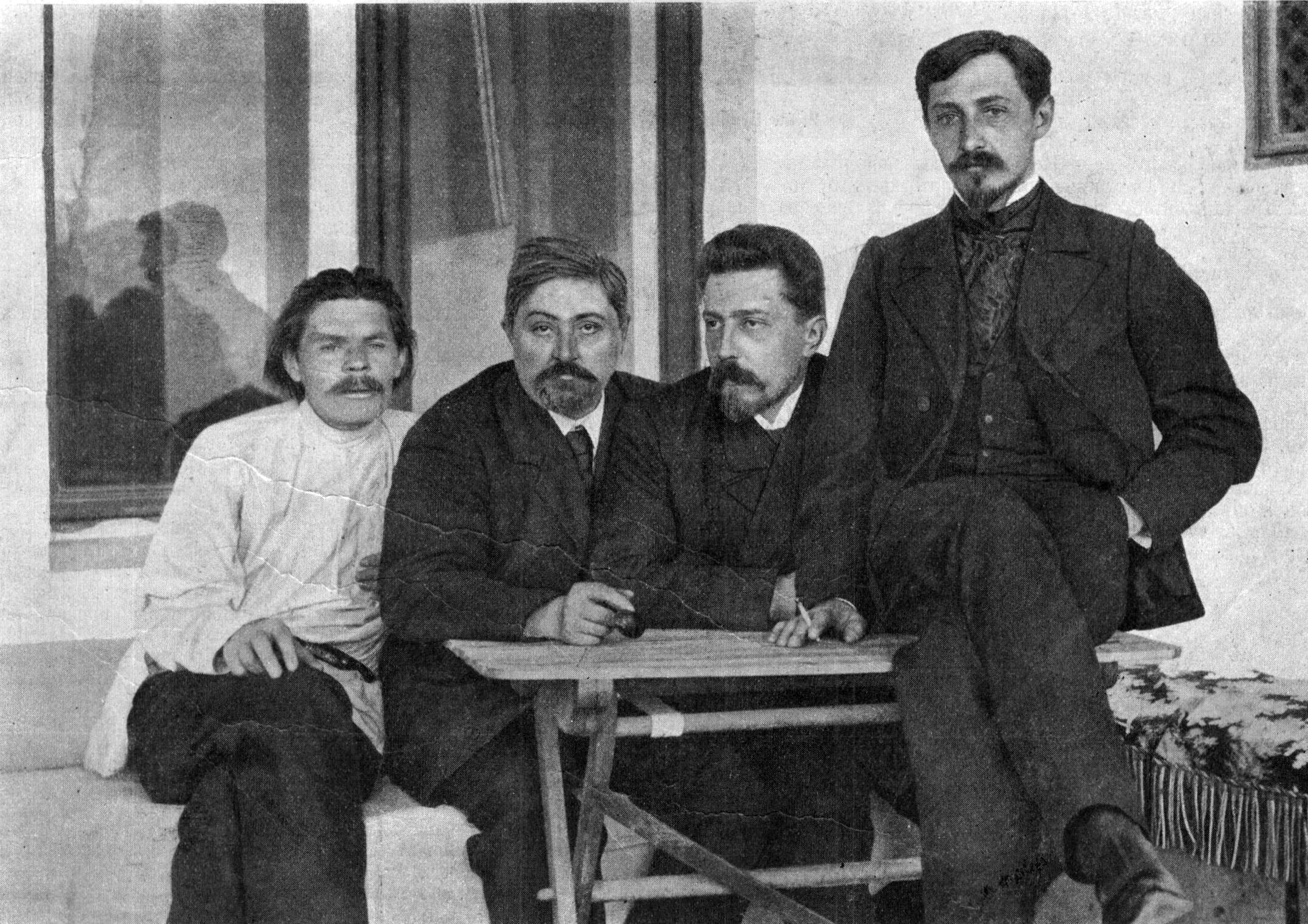
М. Горький, Д. Н. Мамин-Сибиряк, Н. Д. Телешов и И. А. Бунин. Ялта, 1902

В течение десятилетий имя Бунина часто упоминалось — в разном контексте — рядом с Горьким. В их отношениях исследователи выделяют ряд ключевых стадий: период постепенного сближения (рубеж XIX и XX веков) сменился временем весьма плотного общения (1900-е годы), затем последовал разрыв (1917) с полным неприятием взглядов друг друга, сопровождаемый публичными, иногда очень жёсткими оценками. Знакомство писателей произошло в Ялте в 1899 году; согласно мемуарам Бунина, Горький, настроенный на сентиментальный лад, при первой же встрече произнёс: «Вы же последний писатель от дворянства, той культуры, которая дала миру Пушкина и Толстого». Через несколько дней Иван Алексеевич отправил Горькому свою книгу «Под открытым небом»; началась переписка, продолжавшаяся около восемнадцати лет.
Отклики на ранние произведения Бунина со стороны Алексея Максимовича были в основном доброжелательными. К примеру, прочитав рассказ «Антоновские яблоки», Горький написал: «Это — хорошо. Тут Иван Бунин, как молодой бог, спел». Чувствуя растущую симпатию к Алексею Максимовичу, Бунин посвятил ему свою поэму «Листопад». Горький, в свою очередь, пригласил молодого литератора к сотрудничеству в журнале «Жизнь»; затем возглавляемое им издательство «Знание» приступило к выпуску собрания сочинений Бунина. Начиная с 1902 года в газетных новостях имена Горького и Бунина нередко стояли рядом: писатели считались представителями одной и той же литературной группы; Иван Алексеевич посещал премьеры спектаклей, поставленных по пьесам Алексея Максимовича.
В 1909 году Бунин и Муромцева отправились путешествовать по Италии. На острове Капри чета навестила проживавшего там Горького, который, рассказывая об этой встрече в письме, адресованном Екатерине Пешковой, заметил, что Иван Алексеевич по-прежнему деятелен и радует его «серьёзным своим отношением к литературе и слову». Муромцева, вспоминая о долгих диалогах на вилле Спинолла, отмечала, что в ту пору Алексей Максимович и её муж «на многое смотрели по-разному, но всё же главное они любили по-настоящему».
Последняя встреча Бунина и Горького состоялась в апреле 1917 года в Петрограде. Согласно воспоминаниям Ивана Алексеевича, в день его отъезда из столицы Алексей Максимович организовал большое собрание в Михайловском театре, на котором представил особых гостей — Бунина и Фёдора Шаляпина. Публика в зале показалась Ивану Алексеевичу сомнительной (как и речь Горького, обращённая к аудитории и начинавшаяся словом «Товарищи!»), но расстались они вполне дружески. В первые послереволюционные дни Горький прибыл в Москву и изъявил желание встретиться с Буниным — тот в ответ попросил передать через Екатерину Пешкову, что считает «отношения с ним навсегда конченными».
С той поры Горький стал для Бунина заочным оппонентом: в публицистике 1920-х годов Иван Алексеевич упоминал о нём в основном как о «пропагандисте советской власти». Алексей Максимович также дистанционно полемизировал с прежним другом: в письме, отправленном своему секретарю Петру Крючкову, он заметил, что Бунин «дико озверел». В другом письме, адресованном Константину Федину, Горький дал весьма жёсткие оценки литераторам-эмигрантам: «Б. Зайцев бездарно пишет жития святых. Шмелёв — нечто невыносимо-истерическое. Куприн не пишет — пьёт. Бунин переписывает „Крейцерову сонату“ под титулом „Митина любовь“. Алданов тоже списывает Л. Толстого».

### Бунин и Чехов

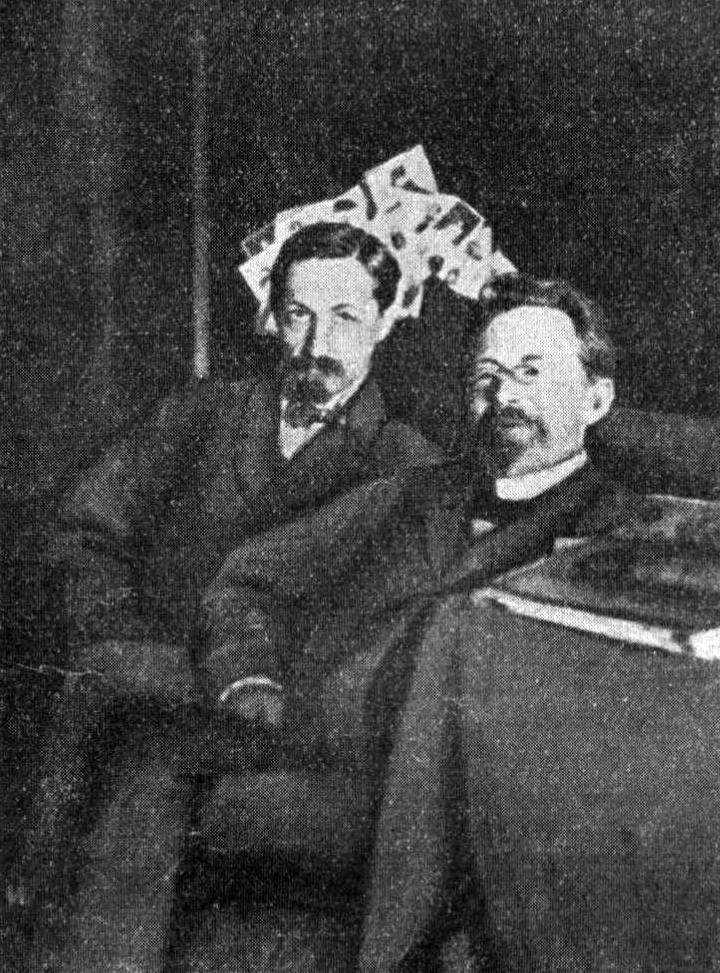
И. А. Бунин и А. П. Чехов

Бунин написал несколько очерков о А. П. Чехове, включил в свои «Воспоминания» отдельную главу об Антоне Павловиче и планировал подготовить посвящённую ему большую работу. По воспоминаниям Муромцевой, в 1950-х годах её муж сумел приобрести Полное собрание сочинений Чехова, выпущенное Гослитиздатом, а также книгу, в которой были опубликованы его письма: «Мы их перечитывали… В бессонные ночи Иван Алексеевич… делал заметки на обрывках бумаги, иногда даже на папиросных коробках — вспоминал беседы с Чеховым». Их первая встреча произошла в Москве в 1895 году, а сближение началось в 1899-м, когда Бунин приехал в Ялту. Довольно быстро Иван Алексеевич стал своим человеком в доме Чехова — он останавливался на его даче в Аутке даже в те дни, когда Антон Павлович был в отъезде. В мемуарах Бунин признавался, что ни с кем из коллег-литераторов у него не было столь тёплых отношений, как с Чеховым. Антон Павлович придумал для своего товарища шутливое прозвище — «Господин маркиз Букишон» (иногда просто «Маркиз»), а себя называл «Аутским помещиком».
По словам Николая Телешова, навестившего Чехова перед его отъездом в Баденвайлер, Антон Павлович уже знал о своей смертельной болезни. Прощаясь, он попросил поклониться участникам литературного кружка «Среда», а также передать Бунину, чтобы тот «писал и писал»: «Из него большой писатель выйдет. Так и скажите ему от меня. Не забудьте». О смерти Чехова Иван Алексеевич, находившийся летом 1904 года в деревне Огнёвка, узнал из газеты: «Я развернул её… — и вдруг точно ледяная бритва полоснула по сердцу». Через несколько дней он получил письмо от Горького — Алексей Максимович сообщил, что литераторы начинают подготовку к выпуску воспоминаний о Чехове, и попросил Бунина принять участие в этой работе. В ноябре, прочитав присланную Иваном Алексеевичем рукопись, Горький отметил, что его очерк об Антоне Павловиче написан очень бережно.
Исследователи пытались определить степень влияния Чехова на творчество Бунина. Так, писатель Валерий Гейдеко обратил внимание на поэтичность прозы того и другого, «ритмическую организацию речи», свойственную обоим литераторам, а также их тяготение к импрессионизму. Литературовед Олег Михайлов, напротив, утверждал, что творческие почерки Чехова и Бунина совершенно разные — у писателей нет ни тематического, ни стилистического родства; единственное, что их сближает — это «направление общих поисков». Сам Чехов в одном из разговоров с Буниным отметил, что они «похожи, как борзая на гончую»: «Я не мог бы ни одного слова украсть у вас. Вы резче меня. Вы вон пишете: „море пахло арбузом“… Это чудесно, а я бы так не сказал».

### Бунин и Набоков

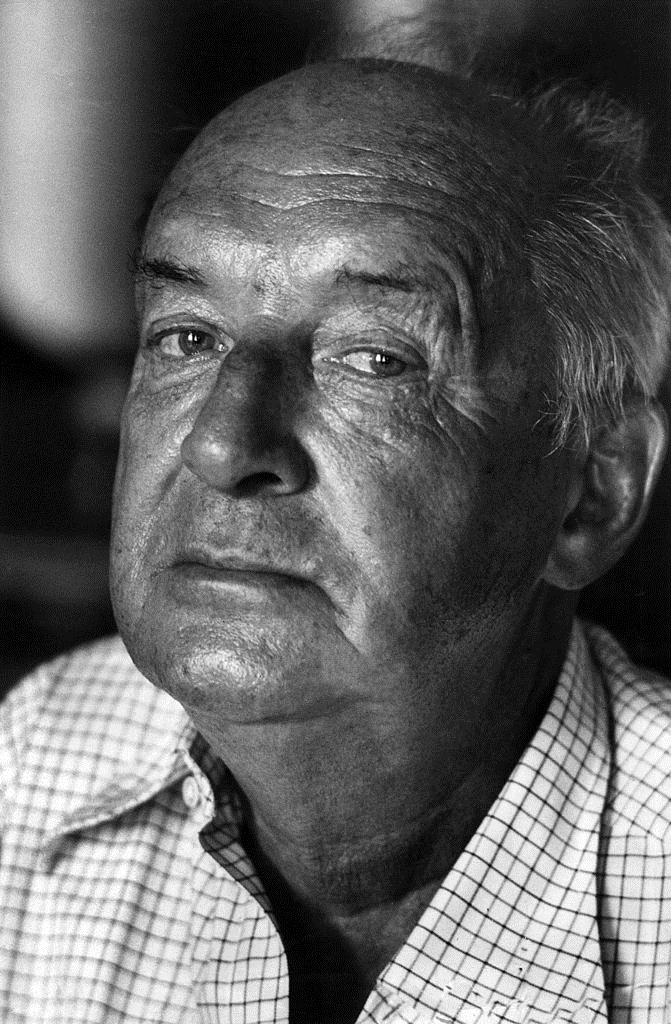
В. В. Набоков. 1973

Отношения Бунина с Владимиром Набоковым трактуются исследователями по-разному. Если литературовед Максим Д. Шраер видит в них «поэтику соперничества», то филолог Ольга Кириллина обнаруживает сходство на уровне «нервной системы и кровообращения». Общение двух литераторов долгое время было заочным. В конце 1920 года отец Набокова — Владимир Дмитриевич — попросил Ивана Алексеевича дать оценку стихотворению сына, напечатанному в берлинской газете «Руль». Бунин в ответ отправил Набоковым не только тёплое, ободряющее письмо, но и свою книгу «Господин из Сан-Франциско». Завязалась переписка, в которую весной 1921 года включился двадцатидвухлетний Владимир Набоков, публиковавшийся под псевдонимом «Владимир Сирин». В своём первом письме начинающий поэт назвал Бунина «единственным писателем, который в наш кощунственный век спокойно служит прекрасному».
В 1926 году вышел первый роман Набокова «Машенька», являющийся, по мнению исследователей, «самым бунинским» произведением Владимира Владимировича. На подаренном Бунину экземпляре автор написал: «Не судите меня слишком строго, прошу вас. Всей душой ваш, В. Набоков». Через три года Набоков, выпустивший сборник «Возвращение Чорба», отправил Бунину книгу с дарственной надписью: «Великому мастеру от прилежного ученика». Ивану Алексеевичу был посвящён набоковский рассказ «Обида» (1931). Весьма позитивно Владимир Владимирович отреагировал и на присуждение Бунину Нобелевской премии — в телеграмме, присланной в Грас, было написано: «Я так счастлив, что вы её получили!» В конце 1933 года состоялась первая встреча двух писателей — Бунин прибыл в Берлин на мероприятие, устроенное в его честь публицистом Иосифом Гессеном, и во время торжеств познакомился с Набоковым лично.
Затем начался период охлаждения. По замечанию Ольги Кириллиной, свидетельством изменившихся отношений являются дарственные надписи Набокова — из них исчезли прежние восторженные признания, иными стали интонации. Выпустив роман «Приглашение на казнь» (1936), он на отправленном Бунину томике написал: «Дорогому Ивану Алексеевичу Бунину с лучшим приветом от автора». Полного разрыва не произошло, хотя обоюдное раздражение нарастало. Напряжение создавалось — в том числе — из-за публичных попыток эмигрантского сообщества определить, кому из писателей принадлежит главное место на литературном олимпе. К примеру, во второй половине 1930-х годов Марк Алданов призывал Бунина признать, что первенство перешло к Набокову.
В автобиографической книге «Другие берега» (1954) Набоков рассказал об одной из встреч с Буниным, якобы состоявшейся в 1936 году в парижском ресторане. Её инициатором был, по словам автора, сам Иван Алексеевич. Обед произвёл на Набокова тяжёлое впечатление: «К сожалению, я не терплю ресторанов, водочки, закусочек, музычки — и задушевных бесед. Бунин был озадачен моим равнодушием к рябчикам и моим отказом распахнуть душу. К концу обеда нам уже было невыносимо скучно друг с другом». Этот же фрагмент — с некоторыми изменениями — Набоков включил и во второй вариант своих воспоминаний — «Память, говори». По словам Максима Д. Шраера, эта встреча продемонстрировала, что творческие диалоги между литераторами закончились, а по-человечески они полностью отдалились друг от друга. Сам Бунин в своём дневнике отметил, что никакой «встречи в ресторане» никогда не было. «В. В. Набоков-Сирин написал по-английски и издал книгу, на обложке которой, над его фамилией, почему-то напечатана царская корона. … есть страничка и обо мне — дикая и глупая ложь, будто я как-то затащил [его] в какой-то дорогой русский ресторан (с цыганами), чтобы посидеть, попить и поговорить с ним, Набоковым, „по душам“, как любят это все русские, а он терпеть не может. Очень на меня похоже! И никогда я не был с ним ни в одном ресторане». Из дневника Ивана Бунина, 14 июня 1951.
Тем не менее их литературное соперничество продолжалось, и выход книги «Тёмные аллеи» стал, по мнению Шраера, попыткой Бунина «уравнять счёт с Набоковым». В одном из писем, отправленных незадолго до войны американской славистке Елизавете Малозёмовой, Иван Алексеевич заметил: «Не будь меня, не было бы и Сирина». Примерно в тот же период Набоков, которого в письменном интервью попросили рассказать о влиянии Бунина на его творчество, сообщил, что не входит в число последователей Ивана Алексеевича. В 1951 году в Нью-Йорке готовилось мероприятие, посвящённое восьмидесятилетию Бунина. Марк Алданов предложил Набокову прочитать на этом вечере какое-нибудь произведение юбиляра. Набоков ответил письменным отказом:

Как Вы знаете, я не большой поклонник И. А. Очень ценю его стихи, но проза… или воспоминания в аллее… Вы говорите, что ему 80 лет, что он болен и беден. Вы гораздо добрее и снисходительнее меня — но войдите в мое положение: как это мне говорить перед кучкой более или менее общих знакомых юбилейное, то есть сплошь золотое, слово о человеке, который по всему своему складу мне чужд, и о прозаике, которого я ставлю ниже Тургенева?

### Бунин и Катаев

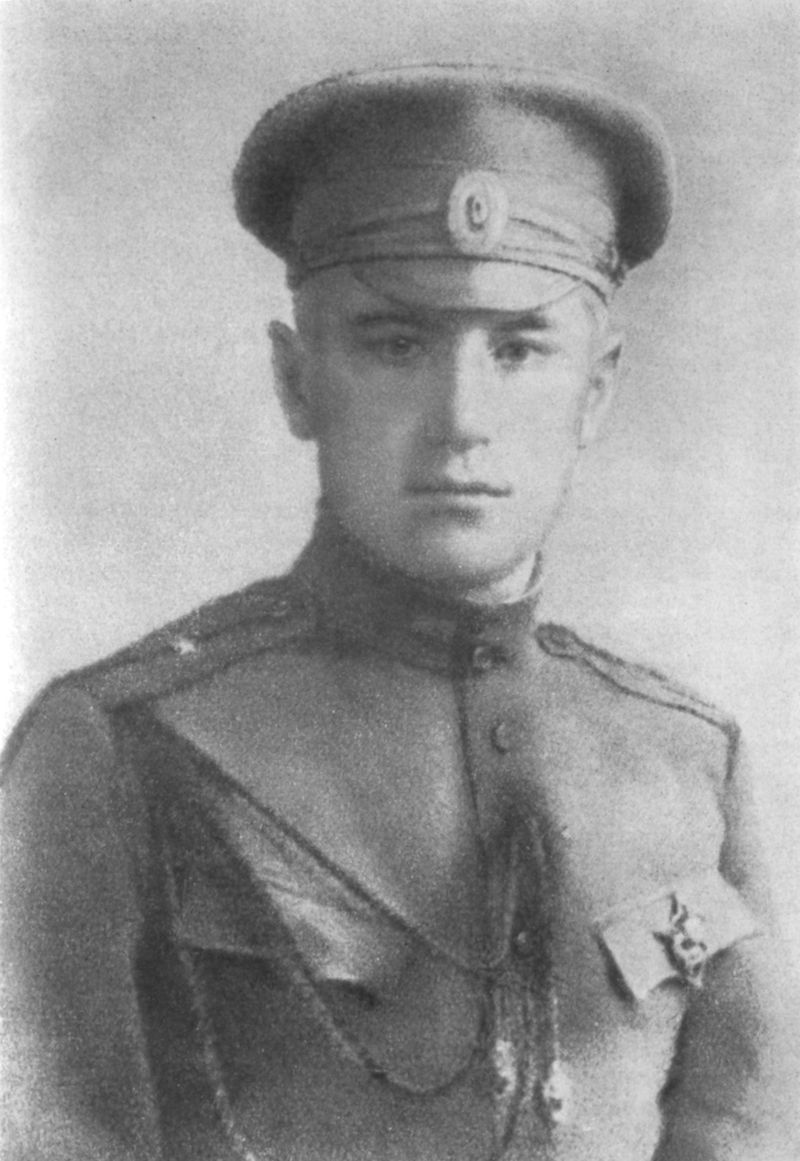
Прапорщик Валентин Катаев. 1916

Валентин Катаев, как и Набоков, считался литератором, наиболее точно воспринявшим уроки Бунина. Семнадцатилетний Катаев, впервые услышавший о стихах Ивана Алексеевича от поэта Александра Фёдорова, в 1914 году сам пришёл к Бунину, находившемуся в ту пору в Одессе. Впоследствии, рассказывая о знакомстве с писателем в книге «Трава забвения», Валентин Петрович упомянул, что перед ним предстал «сорокалетний господин, сухой, желчный, щеголеватый», облачённый в брюки, сшитые у хорошего портного, и английские жёлтые полуботинки. Галина Кузнецова в своих дневниковых записях отметила, что Бунин также хорошо помнил момент появления в его доме юноши, который отдал ему тетрадку со стихами и прямо сказал: «Пишу… подражаю вам».
Аудиенция была короткой, но когда через две недели Катаев пришёл к Ивану Алексеевичу за ответом, в его жизни произошло «первое чудо»: Бунин предложил ему найти время для дополнительной беседы. С этого момента началось их общение, продолжавшееся — с перерывами — до 1920 года. В 1915 году Катаев посвятил Бунину стихотворение «А дни текут унылой чередой». Через год газета «Южная мысль» опубликовала его небольшое произведение, в котором были строки: «А дома — чай и добровольный плен. / Сонет, набросанный в тетрадке накануне, / Так, начерно… Задумчивый Верлен, / Певучий Блок да одинокий Бунин».
Когда в 1918 году Бунин и Муромцева вместе с другими беженцами добрались до Одессы, встречи стали практически ежедневными: Катаев приносил писателю новые стихи, и тот много работал над его рукописями, делал пометки, вносил правки, давал советы, в том числе по дополнительному чтению. «Посвящение в ученики», по словам Валентина Петровича, произошло лишь после того, как он услышал от Бунина первую похвалу. Катаев стал участником одесского литературного кружка «Среда», на заседаниях которого неизменно присутствовал Иван Алексеевич. Разговоры там велись весьма вольные, и Бунин фиксировал их в дневнике. По мнению писателя Сергея Шаргунова, сравнивавшего бунинские ежедневные записи с тем вариантом, что был подготовлен для книги «Окаянные дни», Иван Алексеевич сознательно изъял из окончательной редакции некоторые весьма острые катаевские реплики — писатель не хотел «подставлять „литературного крестника“, оставшегося в советской России». Находясь во Франции, Муромцева разбирала вывезенные архивы и среди многочисленных конвертов обнаружила письмо от Катаева «с белого фронта», датированное октябрём 1919 года. Оно начиналось словами: «Дорогой учитель Иван Алексеевич».
Бунин, покидая Одессу на пароходе «Спарта», перед отъездом не смог проститься с учеником: зимой 1920 года тот заболел тифом и попал в госпиталь, а позже — как бывший царский офицер — в тюрьму. Больше они не встречались. При этом Иван Алексеевич следил за творчеством Катаева — по словам Муромцевой, получив книгу «Белеет парус одинокий» (в которой автор пытался «скрестить сюжетность Пинкертона с художественностью Бунина»), писатель читал её вслух, с комментариями: «Ну кто ещё так может?». В 1958 году Катаев вместе с женой Эстер Давыдовной навестили Веру Николаевну в Париже. Муромцева рассказывала, что в восприятии её мужа Валентин Петрович навсегда остался юношей, поэтому Бунин никак не мог представить себе, что его ученик стал отцом: «Ивану Алексеевичу это казалось как-то невероятно: дети Вали Катаева!».

На протяжении по крайней мере полувека Бунин был для Катаева не только Учителем, но и своего рода художественным кумиром, олицетворением некоего художественного идеала… «Писать хорошо» для Катаева — это всегда значило «писать, как Бунин». (Разумеется, не подражая Бунину, не копируя его, не воспроизводя его манеру, а по возможности достигая в своих описаниях такой же стереоскопической объёмности и точности, обнаруживая умение найти для каждой своей зрительной реакции максимально точное словесное выражение.)— Бенедикт Сарнов

### Бунин и литераторы-эмигранты
Бунин прилагал определённые усилия к тому, чтобы помочь некоторым русским литераторам перебраться во Францию. В их числе был Александр Куприн — писатель, творческое становление которого происходило в те же годы, что у Ивана Алексеевича. Их отношения отнюдь не были безоблачными — как писала Муромцева, «тут понадобился сам Достоевский, чтобы всё понять». В 1920 году, прибыв в Париж, Куприн поселился в том же доме, где жил Бунин, и даже на одном этаже с ним. Возможно, это соседство иногда тяготило Ивана Алексеевича, привыкшего чётко планировать рабочий день и вынужденного наблюдать за постоянными визитами гостей, приходивших к Куприну. Тем не менее, получив Нобелевскую премию, Бунин принёс Александру Ивановичу 5000 франков. По словам дочери Куприна Ксении Александровны, эти деньги очень помогли их семье, финансовое положение которой было сложным. Возвращение Куприна в СССР в 1937 году вызвало большой резонанс в эмигрантской среде — мнения о его поступке разделились. Бунин, в отличие от некоторых коллег, отказался осуждать «старого больного человека». В своих мемуарах он рассказывал о Куприне как о художнике, которому была свойственна «тёплая доброта ко всему живущему».
По рекомендации Бунина в 1923 году в Париж переехал также Борис Зайцев — прозаик, в московском доме которого Иван Алексеевич некогда познакомился с Муромцевой. На протяжении долгого времени Зайцев и Бунин общались очень плотно, считались литературными единомышленниками, вместе участвовали в деятельности французского Союза писателей. Когда из Стокгольма пришло известие о присуждении Ивану Алексеевичу Нобелевской премии, Зайцев одним из первых оповестил об этом общественность, передав срочную новость под заголовком «Бунин увенчан» в газету «Возрождение». Серьёзная размолвка между литераторами произошла в 1947 году, когда Иван Алексеевич вышел из Союза писателей в знак протеста против исключения из него тех, кто в послевоенный период решил принять советское гражданство. Вместе с ними союз покинули Леонид Зуров, Александр Бахрах, Георгий Адамович, Вадим Андреев. Зайцев как председатель этой организации не одобрял поступка Бунина. Он пытался объясниться с ним письменно, однако диалоги привели к окончательному разрыву .
Бунин предпринимал меры и для переезда прозаика Ивана Шмелёва. Сближение литераторов произошло в послереволюционный период, когда они оба сотрудничали с одесской газетой «Южное слово». Покидая Россию, Бунин получил от Шмелёва доверенность на издание его книг за рубежом. В 1923 году Шмелёв перебрался во Францию и в течение нескольких месяцев жил — по настоянию Ивана Алексеевича — на его вилле в Грасе; там он работал над книгой «Солнце мёртвых». Их отношения порой были неровными, во многих ситуациях они выступали как оппоненты. К примеру, в 1927 году, после ухода Петра Струве из газеты «Возрождение», Бунин отказался участвовать в деятельности этого издания; Шмелёв же считал, что подобный подход выгоден его противникам. В 1946 году Иван Сергеевич крайне негативно отнёсся к согласию Бунина встретиться с советским послом Александром Богомоловым. Разница в подходах к некоторым жизненным вопросам отражалась и в творчестве: так, полемизируя с бунинской откровенностью при описании чувственных переживаний героя в «Митиной любви», Шмелёв в своей книге «История любовная» (1927) демонстрировал неприятие «греховной страсти». Книгу Бунина «Тёмные аллеи» Шмелёв воспринимал как порнографию.
С поэтом-акмеистом Георгием Адамовичем Бунин в дореволюционную пору не общался. По свидетельству Адамовича, увидев однажды Ивана Алексеевича в петербургском артистическом кафе «Привал комедиантов», он не сделал попытки к знакомству, потому что основатель школы акмеизма Николай Гумилёв не приветствовал «возможных посторонних влияний». Во Франции Адамович, серьёзно занимавшийся литературной критикой, посвятил ряд работ Бунину; тот не всегда одобрительно реагировал на рецензии Георгия Викторовича. Однако по ряду ключевых вопросов, особенно в период послевоенного раскола в эмигрантской среде, Бунин и Адамович выступали как единомышленники. После смерти Ивана Алексеевича Георгий Викторович поддерживал вдову писателя, консультировал Муромцеву во время её работы над воспоминаниями о Бунине, защищал от оппонентов.
Знакомство Бунина с поэтом Владиславом Ходасевичем произошло в 1906 году, однако вплоть до переезда во Францию их отношения были поверхностными. В эмиграции произошло их сближение, Бунин приглашал Владислава Фелициановича в Грас, во второй половине 1920-х годов литераторы переписывались. Некоторое охлаждение произошло после того, как в рецензии на бунинский сборник «Избранные стихи», написанной в 1929 году, Ходасевич дал высокую оценку Ивану Алексеевичу как прозаику и весьма сдержанную — как поэту. Владимир Набоков в одном из писем жене рассказывал о посещении в 1936 году парижского кафе Мюра: «Там я мельком повидался с Ходасевичем, очень пожелтевшим; Бунин его ненавидит». Исследователи утверждали, что, напротив, Иван Алексеевич помогал Владиславу Фелициановичу деньгами, они встречались на литературных мероприятиях, обменивались книгами.
Писательница Нина Берберова в книге «Курсив мой» (1972) вспоминала о Бунине как о человеке крайне честолюбивом, своенравном, капризном. Их общение началось в 1927 году, когда Ходасевич и его жена Берберова прибыли на виллу «Бельведер» в Грасе. Судя по дневникам Муромцевой, Нина Николаевна произвела на хозяев виллы приятное впечатление: «Проста, мила, воспитана». В годы войны Берберова вместе с Борисом Зайцевым участвовала в спасении бунинского архива, хранившегося в Тургеневской библиотеке. В послевоенную пору Бунин и Берберова, как отмечал литературовед Максим Шраер, оказались «во враждебных друг другу лагерях русской эмиграции». В своих воспоминаниях Берберова писала: «Я стараюсь избегать распада, а он для Бунина начался в тот день… когда С. К. Маковский заехал за ним, чтобы везти его к советскому послу Богомолову пить за здоровье Сталина».

## Судьба архива
Архив Бунина оказался раздроблённым. В мае 1918 года Иван Алексеевич, покидая вместе с Муромцевой Москву, передал значительную часть своих документов (прежде хранившихся в московском отделении банка «Лионский кредит») старшему брату. С собой в Одессу, а затем в Париж Бунин взял лишь некоторые материалы, в том числе письма и юношеские дневники. Юлий Алексеевич скончался в 1921 году. Оставшиеся в его доме бунинские дореволюционные рукописи, фотографии, черновики, журнальные и газетные публикации с отзывами критиков, книги с дарственными надписями перешли к переводчику Николаю Пушешникову, мать которого приходилась двоюродной сестрой Ивану Алексеевичу. Пушешников ушёл из жизни в 1939-м. С конца 1940-х годов его семья начала передавать рукописи и автографы в Центральный государственный архив литературы и искусства и другие государственные хранилища. Кроме того, некоторые документы попали от Пушешниковых в частные собрания.
Во Франции был сформирован новый архив Бунина, оставшийся после смерти писателя у его вдовы. В годы ранней «оттепели» Муромцева согласилась отправлять небольшими партиями материалы мужа в Советский Союз — они поступали в ЦГАЛИ, Институт мировой литературы имени А. М. Горького, Государственный литературный музей и другие учреждения. После смерти Веры Николаевны в 1961 году наследником архива стал Леонид Зуров, который, в свою очередь, завещал его преподавателю Эдинбургского университета Милице Грин. В начале 1970-х годов она вывезла из Парижа в Эдинбург десятки коробок с разрозненными материалами и в течение нескольких лет занималась их описью и систематизацией; один лишь каталог, воспроизводящий перечень полученных ею документов, состоял из 393 страниц. Под редакцией Милицы Грин вышел в свет трёхтомник «Устами Буниных» (Франкфурт-на-Майне, «Посев», 1977—1982), содержащий дневниковые записи Ивана Алексеевича и Веры Николаевны. Милица Грин, скончавшаяся в 1998 году, ещё при жизни передала архив Бунина Лидскому университету.

## Бунин и советская цензура
Бунин находился под пристальным вниманием советской цензуры в течение десятилетий. Через два года после отъезда писателя из России было учреждено Главное управление по делам литературы и издательств (Главлит) — орган, осуществлявший контроль за всей печатной продукцией, издававшейся в СССР. Первый циркуляр, выпущенный Главлитом, предписывал запрет на «ввоз из-за границы… произведений, носящих определённо враждебный характер к советской власти». В 1923 году в цензурном ведомстве вышел секретный бюллетень, содержавший подробный обзор книг, которые были написаны литераторами-эмигрантами. В документе был упомянут и Бунин. Сотрудник Главлита, готовивший справку, отметил, что дореволюционные произведения, включённые в его сборник «Крик» (Берлин, издательство «Слово», 1921), не могут быть допущены к печати, потому что автор «натуралистических рассказов» пытался в них «найти обоснование революционной катастрофе».
В 1923 году поэт Пётр Орешин подготовил альманах «Деревня в русской поэзии», в котором собрал стихи Бунина, Бальмонта и других авторов. Политический редактор Госиздата, рассматривавший рукописный вариант книги, дал указание изъять из неё все произведения поэтов-эмигрантов. Переработка «Деревни…» не состоялась, издание так и не вышло в свет. Некоторое смягчение идеологических установок произошло в нэповский период, когда издательские кооперативы сумели напечатать несколько произведений Бунина, в том числе «Господина из Сан-Франциско» и «Сны Чанга». Предписания цензоров исполнялись в ту пору не всегда. К примеру, Главлит не рекомендовал к выпуску «Митину любовь», однако повесть, написанная в Париже, в 1926 году вышла в ленинградском издательстве «Прибой».

Памятник И. А. Бунину в Москве, установленный в 2007 году. Памятники писателю есть также в Воронеже, Орле и других городах

Весьма жёсткие меры в отношении писателей-эмигрантов предпринимал в 1920-х годах Главполитпросвет, созданный при Народном комиссариате просвещения. Это учреждение периодически проводило ревизию библиотек, избавляя их от «контрреволюционной литературы». В списках, рассылавшихся Госполитпросветом и сопровождавшихся требованием «очистить фонды», неизменно фигурировало имя Бунина. После 1928 года его книги не издавались в СССР почти три десятилетия. О позиции советской власти в отношении Ивана Алексеевича высказался нарком просвещения Анатолий Луначарский, сообщивший в журнале «Вестник иностранной литературы» (1928, № 3), что Бунин — это «помещик… который знает, что класс его выпирается жизнью».
Постепенное возвращение произведений Ивана Алексеевича к советскому читателю началось в годы «оттепели» — так, в 1956 году было издано собрание его сочинений в пяти томах, которое включало повести и рассказы, написанные и в дореволюционной России, и во Франции. В 1961 году в Калуге был выпущен альманах «Тарусские страницы», содержавший очерк Паустовского «Иван Бунин». Выход сборника повлёк увольнение главного редактора Калужского книжного издательства; директор предприятия получил выговор «за утрату бдительности». Тем не менее в последующие десятилетия значительная часть творческого наследия писателя (в том числе роман «Жизнь Арсеньева» и книга «Тёмные аллеи») стала доступна советскому читателю. Исключением оставался дневник «Окаянные дни», который был опубликован только в конце 1980-х годов сразу в нескольких журналах.

## Бунин и кинематограф

### Экранизации произведений
Исследователи обращали внимание на то, что проза Бунина кинематографична — не случайно применительно к его рассказам использовались понятия «крупный план» и «общий план». Впервые возможность экранизации бунинского произведения появилась в октябре 1933 года, когда голливудский продюсер сообщил Ивану Алексеевичу о готовности купить у него рассказ «Господин из Сан-Франциско». Писатель обратился за консультациями к Марку Алданову, тот дал рекомендации по поводу составления доверенности и распоряжения авторскими правами. Однако дальше краткого диалога с представителем кинокомпании дело не пошло. Позже Бунин упоминал о возможной экранизации таких его рассказов, как «При дороге» и «Дело корнета Елагина», но и эти замыслы остались неосуществлёнными.
Советские и российские кинематографисты начали обращаться к творчеству Бунина с 1960-х годов, однако удачных экранизаций, по словам журналиста В. Нуриева («Независимая газета»), было немного. Василий Пичул, будучи студентом ВГИКа, снял в 1981 году учебную короткометражную ленту «Митина любовь». В 1989 году на экраны вышел фильм «Несрочная весна», поставленный по мотивам одноимённого рассказа, а также произведений «Руся», «Князь во князьях», «Мухи», «Журавли», «Кавказ», повести «Суходол» и дневниковых записей Бунина (режиссёр Владимир Толкачиков). В 1994 году была снята мелодрама «Посвящение в любовь» (режиссёр Лев Цуцульковский); в основу картины легли рассказы «Лёгкое дыхание», «Холодная осень» и «Руся». Через год режиссёр Борис Яшин представил ленту «Мещерские», снятую по мотивам бунинских рассказов «Натали», «Таня», «В Париже».
Весьма заметным событием стал выход в 2011 году фильма «Суходол» (режиссёр Александра Стреляная), поставленного по одноимённому рассказу Бунина. Картина получила ряд наград на кинофестивалях, а также удостоилась внимания критиков. Их мнения о работе Александры Стреляной разделились: одни называли ленту «этнографическим исследованием, будто специально созданным для получения большого эстетического удовольствия»; другие расценивали её как «громоздкую стилизацию». Немало откликов вызвал фильм Никиты Михалкова «Солнечный удар», снятый в 2014 году по мотивам одноимённого рассказа и книги «Окаянные дни». По мнению публициста Леонида Радзиховского, Михалков не ошибся, решив соединить произведение о любви с дневниковыми записями: «рассказы Бунина о любви (особенно „Тёмные аллеи“, но и „Солнечный удар“, написанный в 1925) подсвечены этим самым Солнцем, этим закатным пожаром, уничтожившим и героев и „страну, которой нет“ и где они жили и „легко дышали“».

### Образ в кино
Сложная история взаимоотношений Бунина и его близких, основанная на дневниковых записях Муромцевой, стала сюжетом картины «Дневник его жены» (режиссёр Алексей Учитель). Автор сценария Дуня Смирнова рассказывала, что замысел фильма возник у неё в Париже; поделившись своей идеей с Алексеем Учителем, она предложила взять на роль писателя своего отца — режиссёра Андрея Смирнова, хорошо знакомого с творчеством Бунина. Лента и её создатели получили ряд фестивальных наград и кинопремий.

## Память

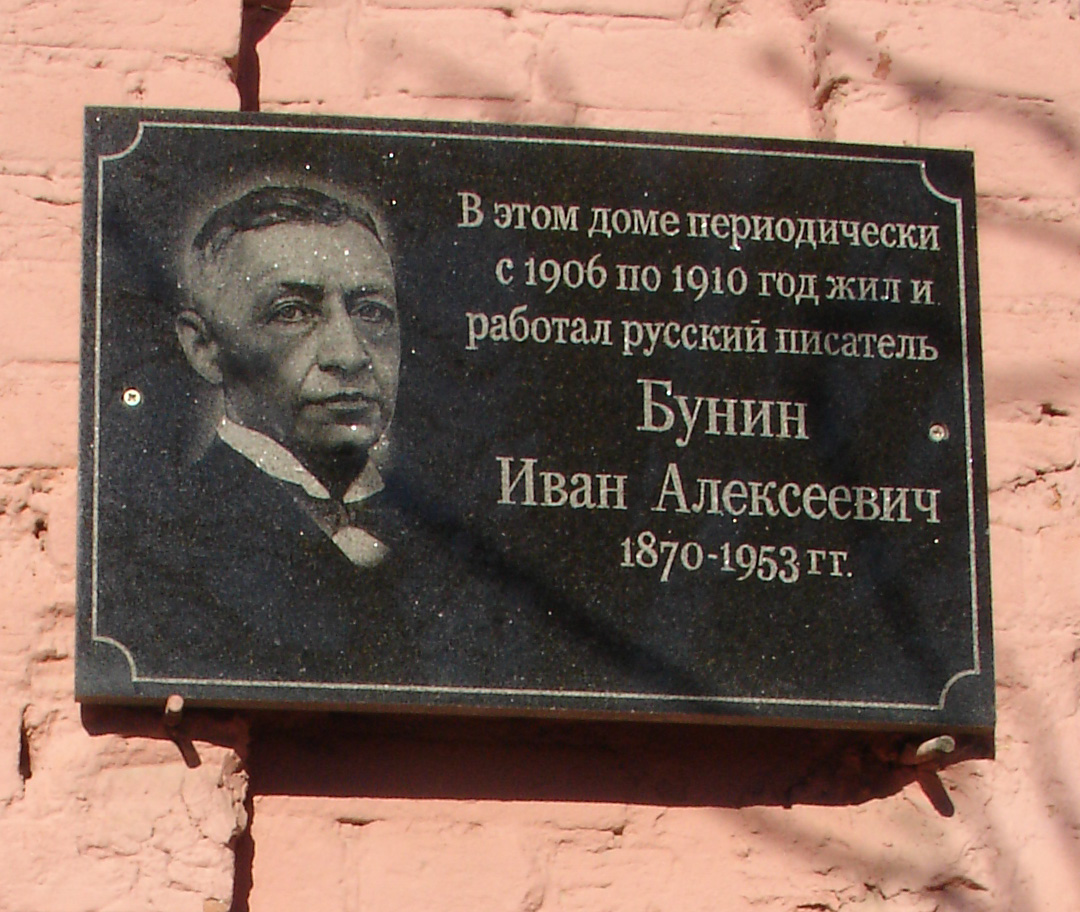
Мемориальная табличка на доме-музее И. А. Бунина в Ефремове

- Елецкий государственный университет имени И. А. Бунина — одно из старейших высших учебных заведений России.
- Музей И. А. Бунина (Орёл) — музей Бунина в старинном особняке, в той части города, где писатель некогда жил.
- Дом-музей И. А. Бунина (Ефремов) — в городе Ефремове Тульской области, в доме брата писателя[335].
- Литературно-мемориальный музей И. А. Бунина (Елец) — в городе Елец Липецкой области, где Бунин жил в юности[336].
- В Одессе одна из улиц носит имя Ивана Бунина[337].
- 2 сентября 2020 года в Одессе на Аллее звёзд был открыт памятный знак в честь писателя, часто бывавшего и работавшего в этом городе.
- 7 сентября 2020 года Банк России выпустил в обращение памятную серебряную монету номиналом 2 рубля «Писатель И. А. Бунин, к 150-летию со дня рождения (22.10.1870)» серии «Выдающиеся личности России»[338].
- Дом-музей И. А. Бунина (Воронеж) — в городе Воронеже, во флигеле дома, где родился писатель; открыт 22 сентября 2020 года[339].
- Липецкая областная премия имени Ивана Бунина присуждается за наиболее крупные достижения в области литературы и искусства, получившие общественное признание и являющиеся значительным вкладом в развитие культурного наследия, традиций Липецкого края и России. Премия была учреждена Собранием депутатов Липецкой области в год 125-летия со дня рождения писателя. С 1995 по 2001 год премия присуждалась ежегодно, с 2002 года — один раз в два года[340].
- 27 июня 1991 года в честь Ивана Бунина назван астероид 3890 Bunin, открытый в 1976 году советским астрономом Людмилой Черных[341].
- В 2020 году была выпущена почтовая марка, посвящённая 150-летию Ивана Бунина.
- Памятник Ивану Бунину в Витебске (2024)[342].

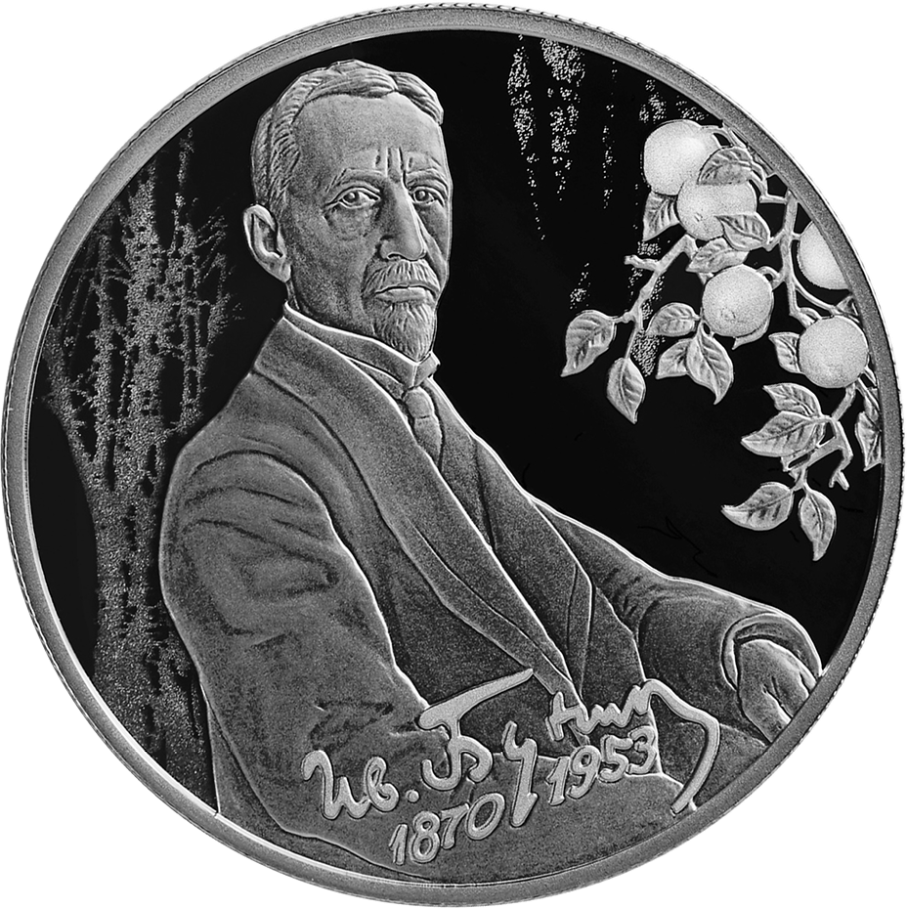
Монета банка России, 2020 год. Выдающиеся личности России: Писатель Иван Бунин, к 150-летию со дня рождения (22.10.1870)
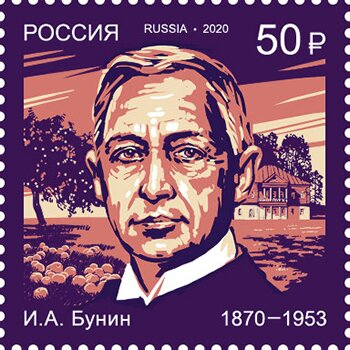
Почтовая марка, посвящённая 150-летию со дня рождения И. А. Бунина

## Галерея музеев Бунина

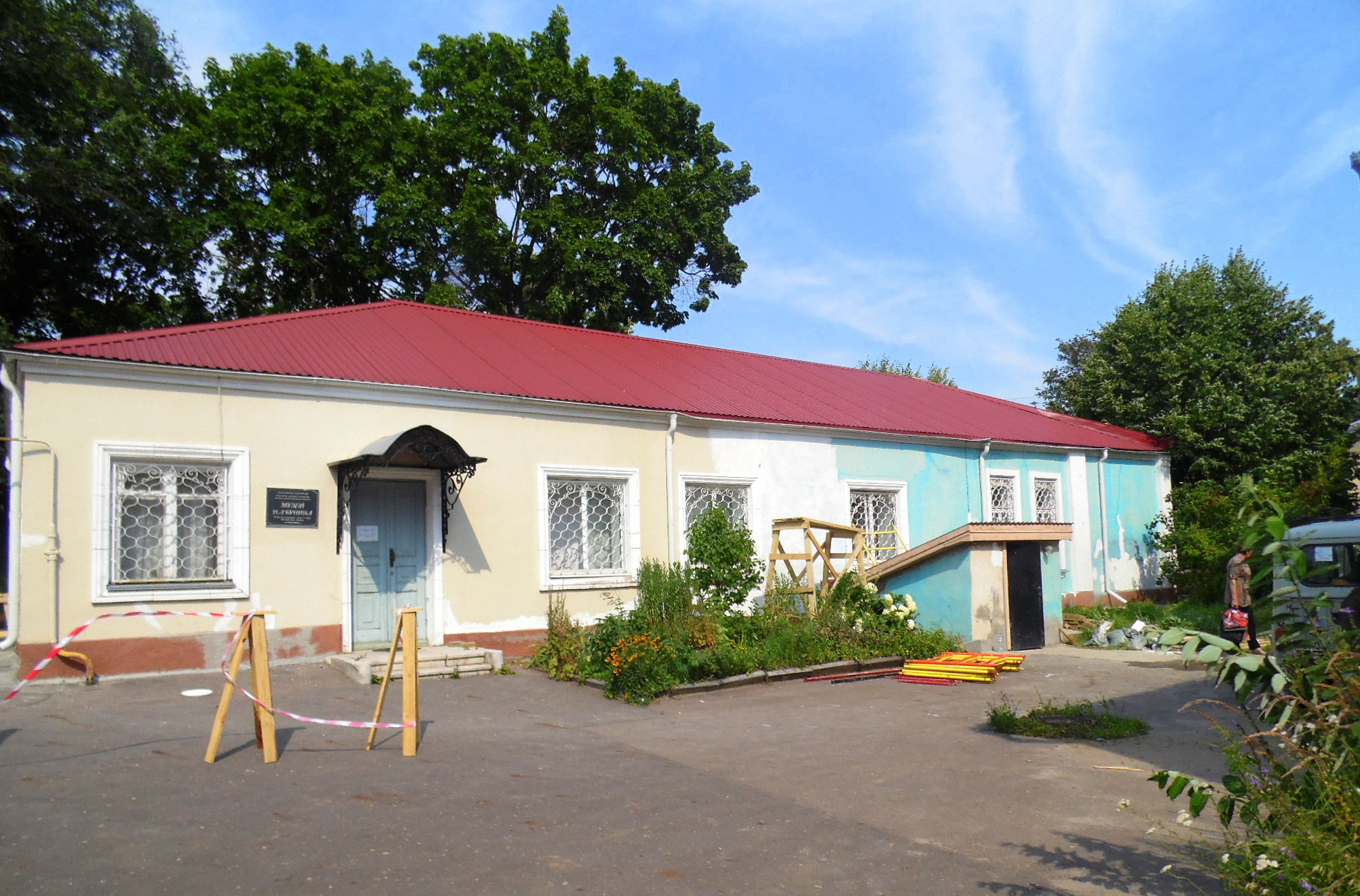
Дом-музей Ивана Бунина. Орёл
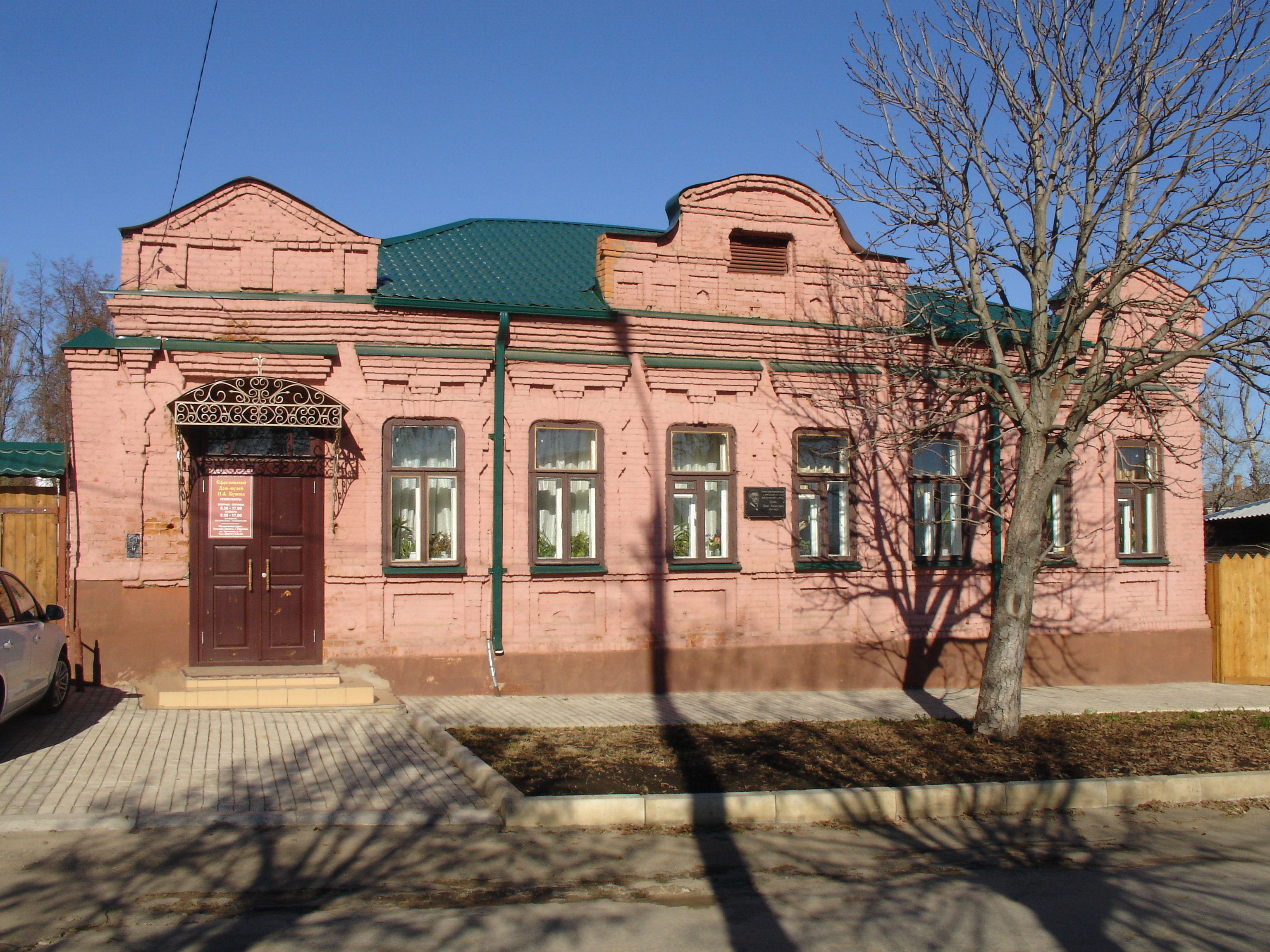
Дом-музей Ивана Бунина. Ефремов
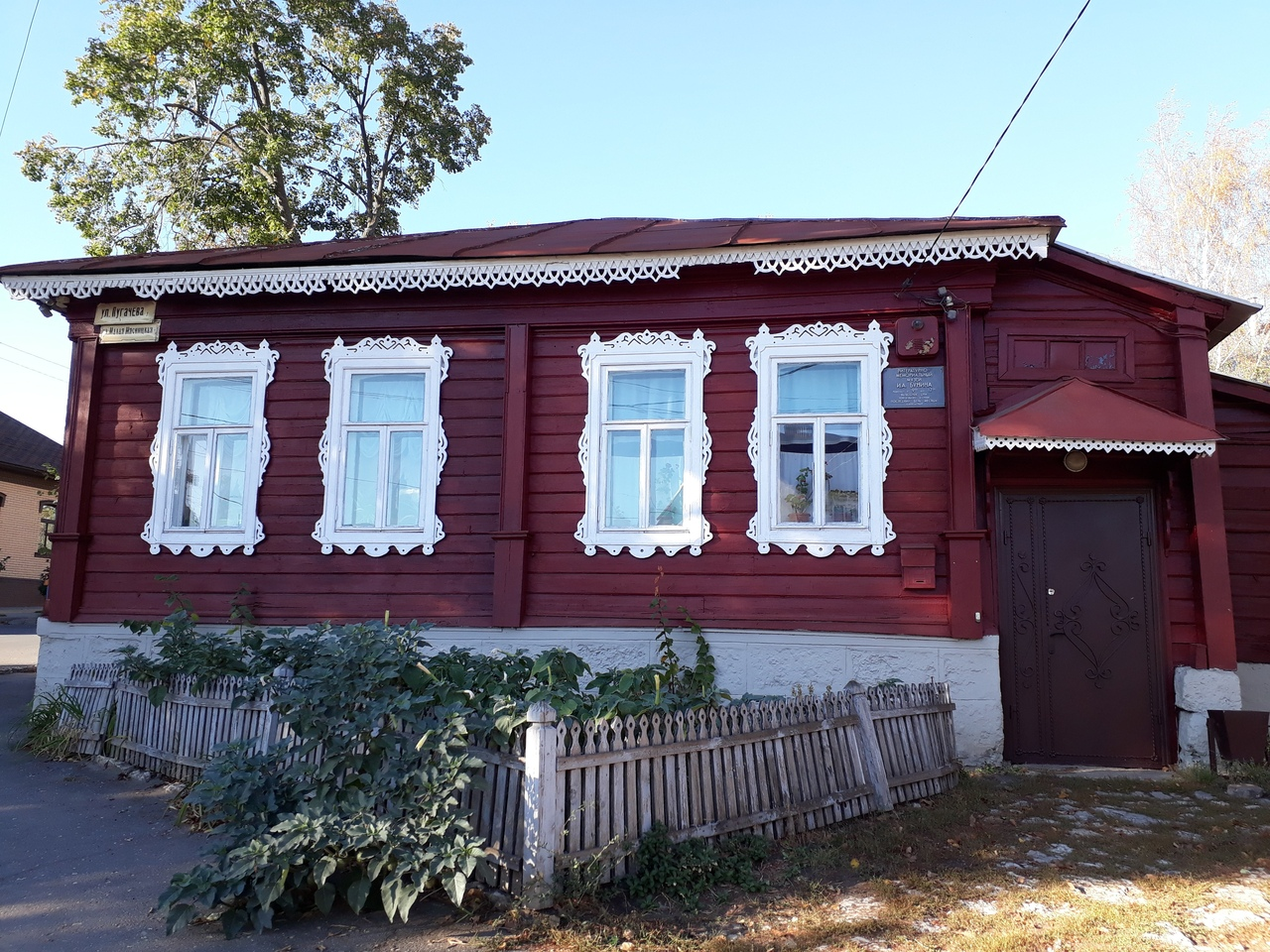
Дом-музей Ивана Бунина. Елец
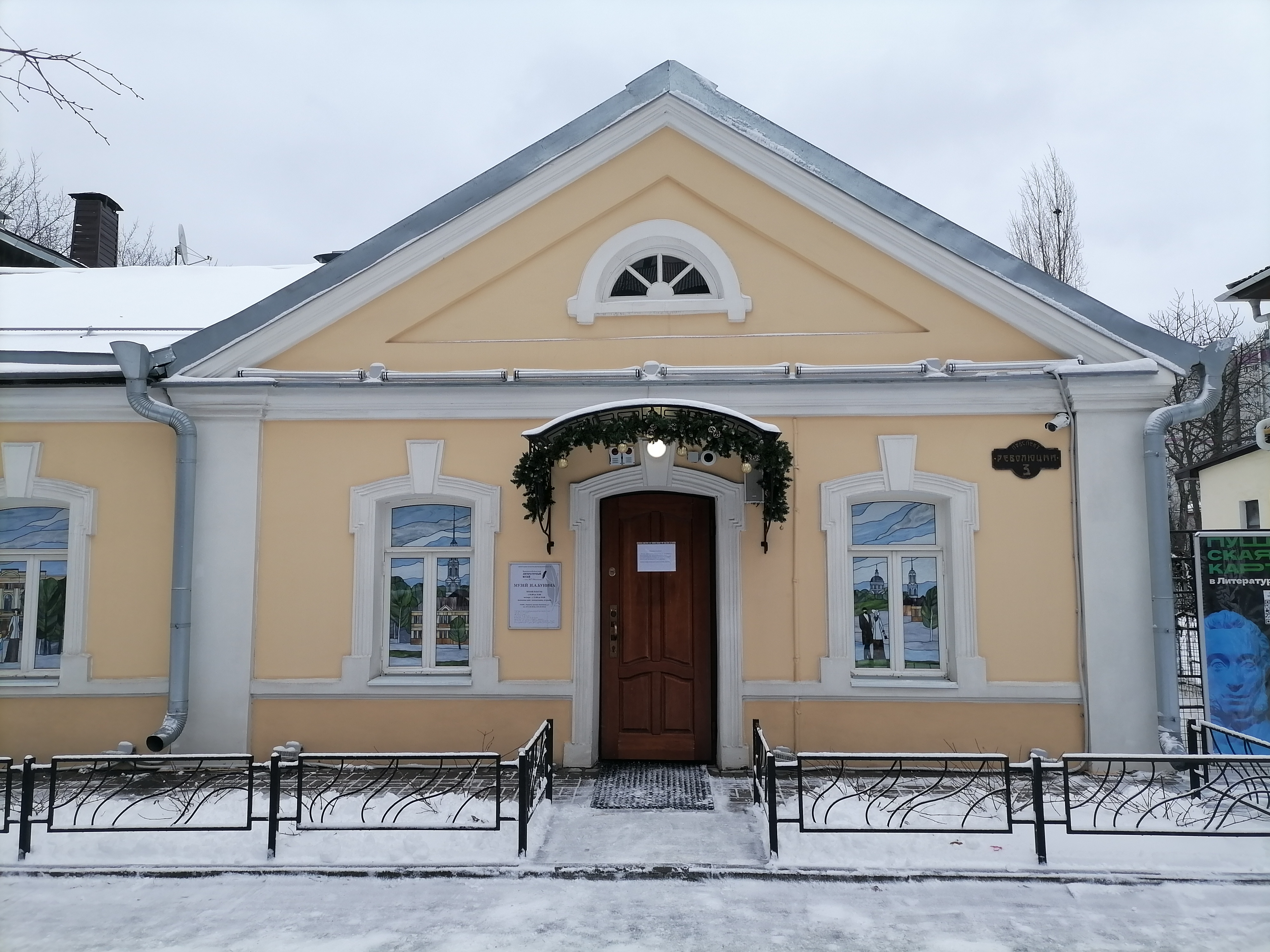
Дом-музей Ивана Бунина. Воронеж